# 電脳戦機バーチャロン
『電脳戦機バーチャロン』(でんのうせんきバーチャロン、CYBER TROOPERS VIRTUAL-ON)は、セガの3D対戦ロボット格闘ゲーム。および、同作を第1作とし、1990年代中盤から2000年代初頭にかけて設定やゲームシステムを共有する作品群。 
第1作『電脳戦機バーチャロン』は、日本で1995年12月よりアーケードゲームとして稼働を開始し、後に家庭用ゲーム機に移植された。ちなみに、第1作のアーケードゲーム版の(ポスターなどに書かれていた)うたい文句は「僕がなりたかったのは、ガンダムパイロットだった」である。筐体内部の本体システム基板は「セガ・モデル2」を使用している。1998年には『電脳戦機バーチャロン オラトリオ・タングラム』、2001年には『電脳戦機バーチャロン フォース』がアーケードゲームとして稼動開始され、2003年には『電脳戦機バーチャロン マーズ』がPlayStation 2用タイトルとして発売された。

## システム
本シリーズは3次元コンピュータグラフィックス（3DCG）で描かれた空間の中で「バーチャロイド」と呼称される戦闘用の巨大ロボットを操縦し、敵プレイヤーと対戦するTPS形式の対戦アクションゲームである。
基本的に、攻撃ボタンとダッシュボタン（『オラトリオ・タングラム』以降はターボボタンという呼称）のついた、左右一対の操縦桿（ツインスティック）を操作して、自分が操縦する機体（バーチャロイド）の操作を行う。
家庭用では専用のツインスティックが発売されている場合もあるが（詳細は「#ツインスティック」を参照）、ゲームパッドなどを用いることもできる。この場合はコントローラーの形状に合わせた独自の操作が用意されているが、ツインスティックによる操作を模した操作を設定できる場合もある。例えば専用ツインスティックが発売されなかったPlayStation 2の場合、専用コントローラー（DUALSHOCK）の方向キーまたは左アナログを左スティック（ターボ：L1、左攻撃：L2）、十字に並んだ4つのボタンまたは右アナログを右スティック（ターボ：R1、右攻撃：R2）に見立てるモードが用意されている。
『マーズ』のみ上記の操作に加えて、基本的な操作が少ない入力で済むように変更・簡略化された「オート操作」（AIサポート）がオプションとして用意されており、攻撃の使い分けや近接戦闘でのガードを半自動化することができる。
移動に関して、各バーチャロイドは三人称視点で描かれた3D空間の中で、前後左右への移動と旋回、ダッシュ、短時間のジャンプと下降を行うことができる。
通常攻撃では、攻撃目標となる敵を視界内に捉えていると自動的にロックオンする。基本的にロックオンした状態であれば攻撃は自動的に敵を追尾するが、追尾性能は攻撃によって差異があり、ロックオンの有無にかかわらず無誘導の武器もある。複数の敵が出現する『フォース』『マーズ』では、左右のターボボタンを同時押しすることで攻撃目標を選択することができる。射撃攻撃を行うと、使用した攻撃ボタンに応じて画面の右・左・中央に表示された武器ゲージを消費する。消費量は使用した攻撃の種類によって異なり、またゲージが必要量に満たない攻撃は行うことができない。武器ゲージは一定時間で回復するが、ゲージの回復速度は機体ごとに、また各武器ゲージごとに異なる。ゲージの消費が少なく連射が可能な武器もあれば、一度使用するとしばらく使用不可能になる武器もある。ほか、ダッシュ中やしゃがみ中に攻撃できる。
バーチャロイド同士の戦闘は比較的広い空間で行われるが、ソードや鈍器による打突、あるいは四肢を用いた格闘攻撃が届く間合いになると攻防の手段や移動方法が自動的に変化し、近接格闘独自のルールが適用される。敵が至近距離にいるとき、自動的にロックオンサイトが二重になってダブルロックオンとなる。この状態で攻撃ボタンを押すことで、自動的に攻撃手段が射撃から格闘へと変化し、近接戦を仕掛けることができる。近接格闘による攻撃は射撃攻撃と比べ、おおむね威力が高めに設定されており、また射撃攻撃と異なり武器ゲージを消費しない。近接攻撃はガードしダメージを軽減することができるが、射撃攻撃は防ぐことができない。
一部の機体にはレバーの入力とボタンを組み合わせた、固有の特殊入力技が用意されている場合もある。

### 補給
『フォース』および『マーズ』の対戦モードでは「レスキューダッシュ」と呼ばれる、僚機に接触して互いのライフを分け合い、均等に再配分することができる。レスキューダッシュを行うと全ての武器ゲージを消費してしまう。また、リーダー機ではない僚機が撃墜された場合、行動不能になった僚機に接触することで同様にライフを再配分することができる。
『マーズ』のストーリーモードでは、敵機を倒したりコンテナを拾ったりすることでアイテムを入手できる。このうち回復アイテムは最大5個までストックすることができ、取得した回復アイテムを消費することによって自機および僚機のライフを約半分程度回復することができる。僚機が同伴するミッションでは、回復アイテムを持っていないか、ライフが100パーセント残っている状態に限り、同じ操作でレスキューダッシュを行うことができる。

### 勝利と敗北
お互いに攻撃しあい、先にヒットポイントをすべて失った方が敗北となる。また、制限時間内に決着がつかなかった場合は、残りヒットポイントの多い方の勝利となる。これを3セット行い、2本先取した側の勝ち抜きとなる。ドローの場合も極稀にある。なお、制限時間の有無や長さ、対戦本数は内部設定により変更可能。特に時間無制限1本勝負は『デスマッチ』とも呼ばれる。
『フォース』および『マーズ』における対戦モードのレギュレーションでは、隊長機のヒットポイントが先になくなったチームが敗北となる。また、制限時間内に決着がつかなかった場合は、残りヒットポイントの合計が多い方の勝利となる。
一人用のアクションゲーム仕立てとなっている『マーズ』のストーリーモードでは、プレイヤー機のヒットポイントが失われるか、制限時間内に決着がつかなかった場合にゲームオーバーとなる。勝利条件はミッションの内容によって異なり、提示された条件を達成できなかった場合にもゲームオーバーとなる。

### 機体支給
『O.M.G.』『オラトリオ・タングラム』では、基本的には自由に機体を選ぶことができる。
『フォース』のアーケード版では、継続プレイ用の磁気カードを作成した際に基幹機種の中から1機体を選び使用することになり、プレイしていくうちに新しい機体が支給される。支給は原則として同系列だが、テムジン707系と747系、フェイ・イェン系とエンジェラン系とガラヤカ、マイザー系とスペシネフ系と景清系、アファームドJ系とアファームドT系はまれに相互に支給されることがある。また、現在使用している機体と同じ機体で、外見上の特殊仕様機（色違い、あるいはいわゆる胸パーツの変更）が支給されることもある。機体支給時は「乗り換える」か「今までの機体を使う」を選ぶことになる。乗り換えた場合、今までの機体を使いたければ、今度はそれが支給されるまで待つしかない。カードを用いない場合は、各系列ごとに1機種存在する基幹機種のみが選択可能となる。そのため7.6以降ではテムジン707系列はカード無しでは使用できない。
『マーズ』の場合、ストーリーモード中に機体ごとに定められた支給条件を達成することで、使用可能な機体やカラーバリエーションが開示されていく。一度使用可能となった機体は自由に乗り換えることが可能で、また別のセーブデーターでも共用される。
『フォース』のXbox 360版では、シングルプレイで特定の条件を達成することで使用可能な機体が開示されていくという、アーケード版と異なる仕様になっている。

## 設定
ゲームの舞台は巨大企業群が行政レベルまで運行するようになっている架空の未来世界（電脳世界）であり、暦は16進数で表記される電脳暦（Virtual Century:V.C.）と呼ばれるものになっている。
この時代、社会活動の全てが商業ベースで運行されるようになった事、そして人類共通の認識としての自分たちの限界──限りある地球圏でひしめき合うように生きていかざるをえないという事実は、紆余曲折の末お互いを潰しあう従来型の戦争を放棄させ、その役割の大部分を情報戦争へと推移させていった。しかし物理的戦争、闘争という形への欲求・需要を放棄するには至らず、代替として共存的闘争を旨とする「見世物」「戦争ゴッコ」たる「限定戦争」という概念が提出され、社会に組み込まれていった。
本作品の設定・ストーリーはこの限定戦争に投入されることとなった巨大人型戦闘兵器「バーチャロイド（Virtuaroid）」と、バーチャロイドをもたらしたオーバーテクノロジーおよびその周辺を中心に展開されていく。

## シリーズ構成
『バーチャロン』シリーズは、大きく分けると4作品だが、さらに移植作品やマイナーチェンジなども多数存在するため、シリーズにおける統一的なバージョンであるM.S.B.S.Verが設定されている。
※ 各シリーズ作品の移植版については、それぞれの項目先に詳述するが、2019年11月27日に発売されたPlayStation 4版（PS4版）についてのみ項目を別途に設けて簡易的に記述する。
※ゲーム『とある魔術の電脳戦機』についてはクロスオーバーの節に記載。

### 電脳戦機バーチャロン
1995年12月にアーケードゲームとして登場したシリーズ第1作。バーチャロイドと呼ばれる8種のロボットが登場する。遊園地やテーマパークなどに遊びにきた人達が、ロボットを操作して"ゲームを楽しんでいる"という設定。操縦桿2本という斬新な操作インターフェースを採用した。バーチャロイドはこの操縦桿の操作に応じてダッシュやジャンプ、攻撃などを行う。次作以降と区別する場合、背景設定の「オペレーション・ムーンゲート」に因んだ『O.M.G.』もしくはドットのない『OMG』、単に『初代』とも呼ばれる。
M.S.B.S.Ver.3.3b
1995年12月15日（1996年年始とも）稼動開始。アーケード用。初期バージョン。攻撃を受けた時の無敵状態がしゃがみ攻撃を続けることにより永久に持続した。視点切り替えに上視点、横視点などもある。少数ながら存在。
M.S.B.S.Ver.3.3c
アーケード用。上記3.3bのバグを改修したバージョン。
M.S.B.S.Ver.3.3s
1996年11月29日に発売されたセガサターン移植作。スタンドアローン版とXBAND対応版がある。ダッシュ攻撃時の振り向きウエイトが少ない等ゲームバランスがアーケードと大幅に異なる他にXBAND対応版には対戦で使用する自機のカラーエディットモードがある。
M.S.B.S.Ver.3.3w
Windows 95移植作。1997年1月末よりMMX Pentium CPUを搭載したNEC製PCのValueStarシリーズ、パナソニック製PCのWOODY PD等のデスクトップPC向けにMMX専用版がバンドル版として製品版に先駆けて先行リリースされた。製品版は1997年6月13日に発売された。MMX専用版とPC-3Dエンジン2（PowerVR）専用版がある。2000年10月10日には廉価版としてMMX専用版がメディアカイトよりUltra2000 電脳戦機バーチャロンとして再リリースされている。メディアカイト版はDC版オラトリオタングラムと同じ12.4mmのワイドケースと通常のCDケースと同じものが存在する。ワイドケース版は当時発売された他のソフトの紹介の冊子が入っている。当時隠し要素として入れられていた60フレーム/秒表示やPowerVR専用版ではPowerVRの性能を活かしたフォグ（霧）モードなどもありアーケードと遜色ないゲーム環境となった。画面解像度をアーケードよりも上下の視野を広げた640(H) x 480(V)に設定できる。ゲームポートで接続する専用のツインスティックPCが発売された。セガサターン版のツインスティックとほぼ同じパーツや金型を使用しているが、右上のスタートボタン穴がない。
なお「通信対戦やユーザー主催のインターネット大会などがいまだに行われている」との記述もあるが、Windows 95は既にサポートが終了しているレガシーOSであるため、最新のPCへは普通のやり方でインストールすることはできない。当時のPC機器にインストールしてネットにつなぐのは完全な自己責任となる。
M.S.B.S.Ver.3.3
2007年10月25日に発売されたPlayStation 2移植作。セガエイジス2500シリーズVol.31として発売された。基本的にはアーケード版の忠実な再現を目指したものとなっているが、オプションとしてオリジナルの特殊技や隠しキャラクターが使用できたり、機体が2頭身のちびキャラに変化したりといったゲームモードも用意されている。画面分割対戦の他にはLANを用いた通信対戦に対応。解説書（マニュアル）の後半には開発スタッフや関係者による合計38ページの開発エピソードが読み物として収録されている。開発エピソードの記事は、2018年の『とある魔術の電脳戦機』PS4初回限定版同梱の冊子『CHRONICLE20』にも再録された。
M.S.B.S.Ver.3.3
2013年2月13日配信開始のXbox 360およびPlayStation 3版。「MODEL2 COLLECTION」シリーズの一つとして発売。オンライン対戦に対応しているが、過去の家庭用にあった隠し要素はない。2017年9月14日にXBOX ONE後方互換に対応。

#### あらすじ
舞台は電脳暦V.C.a0年。月で発見された遺跡（ムーンゲート）から得られた技術（V.コンバータ）によって画期的な人型ロボット兵器「バーチャロイド（VR）」が開発され、極秘裏に販売準備が進められ、それと平行してビデオゲーム「バーチャロン」で優秀な成績を収めたプレイヤーがパイロットとしてスカウトされていた。そのなかで、月の遺跡が暴走を開始した。月遺跡（ムーンゲート）には地球を一つの砲弾として太陽系外へと射出する「太陽砲」と呼ばれる機能がありこのままでは遺跡の暴走とともに地球そのものが太陽系外へと射出される未曾有の危機へと繋がる状況となった。この脅威を排除するため、バーチャロイドを大量に投入し太陽砲および月遺跡（ムーンゲート）破壊作戦が行われた。「オペレーション・ムーンゲート（O.M.G.)」と名づけられたこの作戦を描いたのが第1作である。
旧来のM.S.B.S.が搭載されたバーチャロイドは一部の機体を除いたほとんどの機体が遺跡の自動防衛システムによって乗っ取られておりO.M.G.に参戦可能なのは月軌道上のドック艦にあった当時最新バージョンのM.S.B.S.が搭載されていた30機の「バーチャロン」用の機体に限定されていた、そのため軍事作戦のためにビデオゲームをプレイしなくてはならないという冗談のような事態となっている。前半のステージはシミュレーションによるパイロット適性検査であり、後半は適性検査をクリアしたパイロットにドック艦にある遠隔操作用バーチャロイドが割り当てられオペレーション・ムーンゲート本隊として遺跡へ突入し遺跡の自動防衛システムに乗っ取られたVRとの実戦そして遺跡最深部にある太陽砲の破壊を目指す。前半戦の適性検査クリアに時間が掛かると、実戦の前にシミュレーターのバグによって発生した非常に高い火力を持った強力な敵であるヤガランデと闘う事になり倒さねば先に進むことはできない。
副読本『SCHEMATIC』が発刊される前は、「プレーヤーはゲームをしているつもりでも、未来に実際に存在しているバーチャロイドを遠隔操縦しており、無自覚のまま戦場に投入されている」という趣旨の設定がセガサターンマガジン誌上で発表されていたが、上記のように改められた。

### 電脳戦機バーチャロン オラトリオ・タングラム
1998年3月にアーケードゲームとして稼動開始。1対1を追求したシリーズ2作目、通称『オラタン』または『OT』。バーチャロイドの種類も計11機種へと増えており「ターボショット」などの新要素も加わっている。ステージ上の仕掛けも移動を制限する沼などの地形をはじめ宇宙空間や水中など通常とは異なる場所も多くあり対戦ステージも一新されている。機体毎の防御力の差の表現に「V-アーマー」が導入された。動作パターンも大幅に追加され「クイックステップ」「バーティカルターン」「空中ダッシュ」「スライディング（しゃがみダッシュ）攻撃」「ダッシュ近接」などの操作が可能となり、攻撃も左右ターボボタンの使い分けにより多彩なものとなった。またシステム基板の性能向上によってバーチャロイドのデザインにも制約が少なくなり、エフェクトもシンプルだった『O.M.G.』に比べ派手なものになった。発売直前のAMショーのバージョンでも、グラフィックの向上が見られたが、テムジンの前ダッシュボムがOMGのままだったりと試行錯誤が開発にあった。
M.S.B.S.Ver.5.2
1998年3月15日稼動開始。アーケード用。なお各種バグ修正のため大型パッチがCD-ROM形式で二度提供されており、5.2～5.2aを経て、最終バージョンは5.2bとなっている。後に発売されたドリームキャスト版でも、ゲーム上で一定条件を満たすことによりVer.5.2b準拠のレギュレーションでプレイすることができる。筐体に使用されたマザーボードはMODEL3（STEP2）。
バーチャロン・スペシャル
1999年4月18日稼動開始。ジョイポリスに設置されたシミュレータ型筐体。ゲーム内のバーチャロイドの動きに合わせて筐体が振動する。M.S.B.S.Ver.5.2を元に作成された。
M.S.B.S.Ver.5.4
1999年稼動開始。アーケード用。ゲームバランスを調節した改良型。このVer.5.4以降よりVer.5.2では途中キャンセル不可であったクイックステップ近接の途中キャンセルの可能化に始まり、様々な状況からガードやダッシュによって近接攻撃動作の途中キャンセルが可能となり近接戦闘の仕様が大幅に変更された、これによりVer.5.2以上の白熱した近接戦闘が可能となった。射撃攻撃の誘導性や転倒性能の高かった左ターボ攻撃全般の性質にも差異がある。バーチャロイド背中のV.コンバータが、セガサターン風からドリームキャスト風のデザインへと変更された。
M.S.B.S.Ver.5.45
1999年12月9日に発売されたドリームキャスト移植作。O.M.G.のステージの追加や機体のカラーエディットとエンブレム、ネットワーク対戦機能、インスタントメッセージ機能も追加されている。スムーズなネットワーク対戦を行うために通常のアナログ回線サービスと異なるデータ通信に特化した「KDDIデータオンデマンド」というサービスを利用している。ネットワーク対戦は2001年8月31日に打ち切られている。
M.S.B.S.Ver.5.66
2000年夏頃に稼動開始。アーケード用。通称ミレニアムエディション。シュタインボック、10/80 SP、アファームド・ザ・コマンダーの3機とステージが追加され、ビジュアルメモリによってVer.5.45でエディットしたオリジナルカラーのバーチャロイドやインスタントメッセージを使用できるようになったが、追加された3機に関してはドリームキャスト版では対応出来ない為、雑誌Dreamcast Magazineの付録ソフトでエディットに対応出来る様にもなっていた。 筐体に使用されているマザーボードがNAOMI基板になった事で、前Ver.と比べてグラフィックとBGMの音色が若干違っている。一部攻撃のハーフキャンセルよるゲージ消耗減が除外される等ゲームバランスも更に調整されている。
M.S.B.S.Ver.5.66(XBLA版)
2009年4月29日に発売されたXbox 360移植作。Xbox Live Arcadeのコンテンツとしてダウンロード販売された。Ver.5.66をベースに、Xbox Liveによる通信対戦機能、ハイデフ(720p)画面対応表示、全機種対応のカラーエディット機能を追加。機体背部のV.コンバータの形状はドリームキャストのままである。BGMはAC版ではなくドリームキャスト版に変更されている。5.45に登場した試作型テムジンと試作型ライデンも使用可能。ユーザーの検証でAC版5.66とゲームバランスに差異があることがわかっている。方向パッドの「歩き旋回」が出来ない等の不具合があったが、アップデート後に「歩き旋回」が可能となった。
元々はセガの正式な事業計画にはなかったが、後に「暴走プログラマ」と呼ばれることになる社員が自主制作という形で作り始め、ある程度出来上がったところで開発の事実を会社に報告し、発売の是非を問う形で認可された経緯を持つ。広告・販促の予算は0円、かつ配信時点で10年以上前の作品ながら、2009年度の日本国内におけるXBLAダウンロードランキング第1位になった。2017年6月28日にXBOX ONE後方互換に対応。

#### あらすじ
オペレーション・ムーンゲートによって月遺跡の暴走の危機は免れた。しかし、バーチャロイドを含む月遺跡由来のオーバーテクノロジーおよび遺跡の暴走事件を隠匿していた企業国家DN社は事件が明るみに出たことで月遺跡暴走の責任を問われる形で崩壊した。それに伴い、傘下にあった8つのプラントは独断による行動を開始する。最終的にはDNAを擁する第8プラントフレッシュ・リフォーを中心とした陣営とRNAを擁する第4プラントTSCドランメンを中心とした陣営に分裂した状態で事態は膠着することになる。そしてV.C.a4年、この両陣営の間でタングラムの所有権をめぐる大規模な限定戦争が企画、実行された。その大戦役「オラトリオ・タングラム」を描いたのが第2作「オラトリオ・タングラム」である。なお、勝利者へは時空因果律制御機構タングラムの所有権が与えられることになっているが当のタングラムは電脳虚数空間の中で行方不明となっている。
この戦役の真相は「マーズ」のゲーム中、プラモデル商品の説明書、一部の書籍において明かされている。

### 電脳戦機バーチャロン フォース
2001年10月にアーケードゲームとして稼動開始。通称『フォース』または『VO4』。ロゴマークはアラビア数字の「4」であるが、これは4人対戦の意味の「4」であり、実際のシリーズは3作目である。前述の通り1対1の対戦だった前作とうってかわり、2対2の最大4人対戦となる。アーケード版では、当時の対戦ゲームとしては珍しい磁気カードによる継続プレイシステムを採用している。このカードには名前、使用中の機体、戦績、ゲーム状況、オプションの記録が行え、カードの発行と内容確認は別の「VO4ターミナル」と呼ばれる筐体で行う。このカードを作らないと大半の機体が使えない。
使用マザーボードはSEGAHIKARUで、1P&2P筐体＋3P&4P筐体に加えてカードベンダー兼ターミナル筐体が必要であったため、SEGAHIKARUの工場在庫数がボトルネックとなりごく限られた大型筐体×2＋ターミナル筐体セットのみが製造され、設置スペースおよびフルセット価格、ならびに受注前量産台数（ただし後に若干台数を追加生産）といった諸事情から導入できた店舗は限られていた。一方で時間経過とともにインカムが落ちて撤去・売却された筐体が、発売当初に設置されなかった・あるいはできなかった別のロケーションで稼動・再燃するといった現象も起きた。現時点でバーチャロンシリーズのアーケード最終作であることもあって、単一タイトルとしては非常に息が長いゲームとなっており、2013年時点でも一部の店舗で稼動している。開発元の直営店であるセガ秋葉原3号店のRETRO:G（レトロジー）でも1セットのみ稼働中である。また、本作の家庭用移植が実現した現在、SEGAHIKARU基板のタイトルとしては唯一家庭用版が発売された作品にもなっている。
本作がSEGAHIKARU基板で開発・発売された最後のゲームとなった。
M.S.B.S. Ver. 7.5
2001年10月23日稼動開始。アーケード用。初期型。リリース当初のバージョンaとバランスやバグ等を修正したバージョンbの2つのバージョンがある。
M.S.B.S. Ver. 7.6
2002年2月稼動開始。アーケード用。747テムジンの追加、707テムジンが基幹機種から外される。
M.S.B.S. Ver. 7.7
2002年4月23日稼働開始。アーケード用。アファームドT、景清、ガラヤカ、10/80adv追加。
M.S.B.S. Ver. 7.7(Xbox 360版)
2010年12月22日発売。アーケード版稼働開始9年目を経ての家庭用移植版で、パッケージ販売ソフトとしてリリースされた。機体支給にはアーケード版とは異なる方法が採用されている。BGMはOMG、OT、4、光吉の4種類から選択できるようになっている。
シリーズ15周年を記念して、シリーズを総括する内容のサウンドトラックや冊子を同梱した限定版も発売された。予約特典は女性型バーチャロイドのバストサイズを選択できるようになる「フェティッシュ解放コード」のDLCカードと『ボーダーブレイク エアバースト』で使用するオリジナルペイントコード。2012年4月26日にXbox 360 プラチナコレクション版、同年5月1日にゲームオンデマンド版が発売される。

#### あらすじ
オラトリオ・タングラム開幕より4年後のV.C.a8年、火星圏と木星圏で発見されたV.クリスタル（各々マーズ・クリスタル、ジュピター・クリスタルと呼ばれる）が活性化し、木星圏ではジュピター・クリスタルから出現する戦闘結晶体アジムとゲランによる被害が深刻化していた。この対策として「打撃艦隊フォース」が木星に派遣されるが、木星資源を巡る権益を持つ諸勢力はこれを歓迎せず、フォースの妨害を仕掛けることすらあった。後に、「木星継承戦争」と呼ばれるこの戦争を描いたのが、第3作「フォース」である。なお、プレイヤーが所属する「打撃艦隊フォース」はジュピター・クリスタルからリバース・コンバートしてくる戦闘結晶体「アジム」と「ゲラン」を水際で撃破、実世界への侵入を阻止するというアンベルIVの目的のもとで結成されている。ゲーム前半の火星ステージは一般部隊による限定戦争興業であると同時にフォースへの選抜プログラムを兼ねているという設定。

### 電脳戦機バーチャロン マーズ
2003年5月29日にPlayStation 2（PS2）で発売された。通称『マーズ』もしくは『MARZ』。フォースのレギュレーションをベースにして、ミッションクリア型のアクションアドベンチャーゲームに仕立て上げている。
戦闘はほぼフォースと同じであるが、ストーリーモードでは敵2-3機を同時に相手にしたり、軍事施設や輸送トレーラーを破壊するミッションなどもある。ステージについても迷路ステージや地雷ステージもあったりと、家庭用機ならではの要素が追加されている。回復アイテムや一定時間能力が上がるアイテムが追加されており、アクション性が重視される。また従来はムック・雑誌等の資料でしか知ることができなかった背景設定が、ゲームの随所でおおまかに語られている。
『フォース』のレギュレーションに準じた通常の対戦モードも備わっており、コンピューターが操作する機体を交えての2人対戦や協力プレイも可能ではあるが、4人プレイには対応していない。
『マーズ』では初心者やアクションに自信のないプレイヤー向けのオプションとして、操作を簡略化したオート操作モードも用意されており、本作の特徴の一つとなっている。
本作はシリーズとしては初めて移植作ではない家庭用オリジナル作品として開発された版であり、旧来のファンだけではなく、今まで『バーチャロン』に触れたことがなかった新規のユーザーを取り込むというコンセプトが掲げられた。
M.S.B.S.Ver.8.5
2003年5月29日発売。マーズ唯一のバージョンで、他のバージョンは発売されていない。
M.S.B.S.Ver.8.5（PS3版）
2013年3月21日にPlayStation 3向けダウンロードサービス「PS2アーカイブス」で配信。

#### バックストーリー
舞台はV.C.a9年の火星圏。木星継承戦争の開幕後、混乱を極める火星戦線は限定戦争としての管理ができなくなり、さらなる混乱への一途をたどり始めた。それらの混乱を意図的に引き起こし何らかの企てをする謎の組織「ダイモン」の存在が確認された。タングラム消失にまつわる一連の事件も全て、彼らダイモンが引き起こしたと言われるが真相は定かでない。フレッシュ・リフォー盟主の座を引退したリリン・プラジナーは、ダイモンを討伐すべく特務機関「MARZ」を設立した。MARZとダイモンの戦い、それに関わる様々な機関や人物との交錯を描いたのが、第4作「マーズ」である。

#### あらすじ
MARZ所属の隊員であるハッター軍曹が敵に捕われ、消息を絶ったという報告から物語は始まる。プレイヤーはハッター軍曹の捜索を命じられて火星圏におけるDNAの勢力圏に向かうが、そこでかつて「オペレーション・ムーンゲート」に出現した巨大要塞型の兵器ジグラットを操る未知の敵と遭遇する。ハッターを救出したプレイヤーは陽動作戦を兼ね、敵の詳しい情報を得るため、ハッター軍曹と共に木星圏にあるRNAの支配域へと向かう。情報を得るために接触した薔薇の三姉妹の態度はMARZと敵対的であったが、彼女らからダイモン・フラグメントなる未知のアイテムに関する情報を得る。ダイモン・フラグメントは木星圏に所在するJクリスタル（ジュピター・クリスタル）に似た性質を持っていることが解析され、プレイヤーは詳しい情報を得るため、Jクリスタルから実体化したアジムとゲランと交戦する。しかしアジムとゲランが倒されるとJクリスタルはいずこかへと消滅し、プレイヤーは消滅の余波によって地球または月へと転送されてしまう。プレイヤーは、MARZの組織から援助を受けられない土地で孤立する。
月では、白虹騎士団の白騎士クリアリア・バイアステンと行動を共にし、Jクリスタル消滅の影響によってムーンゲート周辺で多発するシャドウ現象を追う。地球では「オラトリオ・タングラム」が継続中の禁制領域シバルバーでハッター軍曹と合流し、薔薇の三姉妹やMARZの上官に言われるままワイルド・クリスタルと呼ばれるアイテムの収集に当たるが、そのせいで恐るべきヤガランデの幻影やジグラットと交戦することになり、結果としてハッター軍曹は上官への不信感を募らせてMARZを離反してしまう。いずれにせよプレイヤーの遭遇した事件の背後にダイモンを名乗る存在があることが示された後、プレイヤーは月から地球へ、地球から月へと転送され、両方のルートを経由する。その間にも火星圏では、ダイモンが提供するオーバーテクノロジーを巡って企業国家同士の攻防が激化しており、MARZは苦境に立たされていく。ダイモンによって火星の極地へと秘匿されていたJクリスタルを奪取するため、プレイヤーは火星へと帰還し、通信回線をハッキングして挑発的な言説を浴びせてくるダイモンの罵倒を受けながらも、攻撃に晒されている拠点を防衛したり、ダイモンにハッキングされた大型ミサイル基地を破壊したり、報酬のために独断で精鋭部隊S.H.B.V.D.を巻き込んでダイモンに荷担したギル少尉の一味と敵対したりする。騒乱の中、MARZを離反していたハッターはS.H.B.V.D.所属時代のコネクションを使ってギル一味を退かせるが、その一方で事態の攪乱こそがダイモンの思惑に対抗する術であると主張し、プレイヤーとも対決する。
プレイヤーはハッターを退け、Jクリスタルの元に辿り着いてこれを解放するが、ダイモンの狙いはその際に発生する時空の歪みにあり、これがダイモン側の大量破壊兵器である事象崩壊要塞の完成を間近なものにしてしまう。電脳虚数空間に潜んでいる要塞の位置を探し出すには、要塞のセンサーであるダイモン・フラグメントを7つ集めて逆探知を仕掛ける必要があり、プレイヤーはその任につく。新たに若い女性のオペレーターがプレイヤーの専属として配属され、彼女はミッションの合間に「オペレーション・ムーンゲート」や「オラトリオ・タングラム」の裏側で暗躍していたダイモンの正体について明かしていく。彼女の話によれば、ダイモンとは現人類誕生以前にムーンゲートを建造し、Vクリスタルを意のままに制御した古代文明の残留思念のようなものであるという。オペレーターの話題はやがて、かつてダイモンに養父を暗殺され、15歳から指導者として「オラトリオ・タングラム」の争乱を率い、後にMARZの創設者となった女性、リリン・プラジナーの話題へと及ぶ。オペレーターは最後に、他ならぬ自分こそがリリン・プラジナーその人であることを明かし、MARZの真の創設理由がダイモンとの戦いに決着を付けることにあると語る。
プレイヤーはリリンに命じられ、ダイモンとの決戦の場である事象崩壊要塞内部へと送られる。要塞内部では、かつてリリンが設計したタングラムのAIが、ダイモンに乗っ取られて要塞と同化されかかっており、プレイヤーに助けを求める。プレイヤーは要塞内部に配置されたジグラットなどのダイモンの兵器群を蹴散らし、途中、かつて主人公に救出された時の恩義を返しに来たハッター軍曹の助力を得ながら要塞の中心部へと辿り着き、ダイモンに操られたタングラムと対決する。タングラムを拘束する6つのRSTユニットをプレイヤーが破壊するとエンディングとなるが、エンディングにおいてタングラムが語る内容は、それがプレイヤーが見た何周目のエンディングかによって異なる。ダイモンから解放されたクリスタルは宇宙空間を飛び越え火星へと向かっていき、火星は青い星となる。

### 電脳戦機バーチャロン マスターピース 1995～2001
「PlayStation 4用ツインスティック」の節で詳述する経緯により、『OMG』(初代)・『オラタン』・『フォース』の三作を1パックにする形でPS4に移植された。いずれの作品もブロードバンド規格のオンライン対戦に対応する（オフライン対戦は実装されず、対戦は全てネット環境必須となる）。三作品いずれも通常のランキングマッチに加えて、ルーム内でトーナメント対戦をする「ミニ トーナメント」、リーグ戦をする「総当たり戦」、チームを組み対戦をする「チームバトル」の3モードを実装、よりアーケードライクな対戦が可能となる。

## バーチャロイド
ゲーム中、プレイヤーが操作することになる巨大人型兵器。略称VR。正確には、戦闘バーチャロイドという。また、O.M.G.で活躍するVRを基準として第1世代、第2世代、第3世代がある。限定戦争で用いられるVRは商品兵器であり、扱いとしては機材に近い、あるいは機材そのものである。
第1世代VR
『O.M.G.』で活躍するVR群、および『オラトリオ・タングラム』『フォース』『マーズ』に登場している10/80系列のことを指す。
第2世代VR
『オラトリオ・タングラム』で活躍するVR群。V-アーマーと呼ばれる障壁を装備しており、第1世代VRに比べて圧倒的な性能を有する。地球圏での活動に特化しているため、マーズ・クリスタルの影響下にある火星圏では機能不全に陥る。地球圏でもV.クリスタルの影響による機能不全が発生した後は、第3世代VRへ主力の座を譲る（『フォース』でのテムジン707系列は第2世代VRに該当するが、前述の設定によりV-アーマーは動作していない）。
第3世代VR
『フォース』『マーズ』で活躍するVR群。V.クリスタルの影響による機能不全に対応したV.コンバータを搭載する。『フォース』では火星圏・木星圏で使用されていたが、『マーズ』では地球圏でもV.クリスタルを用いた実験の影響により、第2世代VRの機能不全が発生したため使用されるようになった。
バーチャロイドのメカニックデザインは全てカトキハジメが手がけている。デザインに当たっては、これらのメカニックに同じ技術基板が用いられていることを示すために外見の共通化が図られており、具体的には頭部には当時ジョイポリスで稼動していたセガのアトラクション『VR-1』用のヘッドマウントディスプレイ「メガ・バイザー」の意匠が、背部に背負った装置V.コンバータにはセガサターンやドリームキャストなどのセガ製の家庭用ゲーム機本体の意匠が使用されている。

## 登場人物
電脳戦機バーチャロンシリーズは、唯一ストーリーモードを導入している『マーズ』を除き、ゲーム中では登場人物が明確な形で物語に関わる場面は少ない。ただしゲームのバックストーリーや小説、漫画、ドラマCD作品などには多数の登場人物が登場し、中にはイッシー・ハッター軍曹やミミー・サルペンといった、複数の作品に登場する人物も設定されている。

## 用語

### 社会
電脳暦
電脳世界での暦は10進数ではなく16進数で表記される電脳暦（Virtual Century:V.C.）と呼ばれるものになっている。
企業国家
電脳世界ではネットワーク化が進んだ結果旧来の国家体制は解体され主権国家という枠組みが消失し、企業によって管理・運営される企業国家(Hyper Contents Provider)と呼ばれるコミュニティへ移り変わっている。その中でも地球圏最大規模の企業国家がDN社であった。
限定戦争
企業によって国家運営が行われる電脳暦の時代ではイデオロギー、民族、宗教の違いによる旧来の戦争は根絶されていたが、代わりに企業国家間の利害調整が不調に終わった場合の最終手段として戦場や期間を限定した限定戦争が行われるようになっている。戦場では企業国家と契約した兵士たちによる生死をかけた戦いが繰り広げられる一方、その様子は一般市民にも中継されており、企業国家の営利活動の一環であることから娯楽（ショー・ビジネス）としての面白味や見栄えが要求されるなどプロスポーツ競技さながらの様相を呈している。興行である限定戦争では人間同士の闘争を「わかりやすく」、それでいながら「過度な残虐性を視覚的に排したもの」として見せることが求められた。このような市場において人型巨大有人兵器であるバーチャロイドはビジュアル的なインパクトが強く、大衆受けしやすいため限定戦争に最適の兵器であった。
XMUプロジェクト
Vプロジェクト（第2次Vプロジェクト）の前身にあたる巨大ロボット開発計画、XMUは（eXperimental Master Unit）の略称でV.C.70年代にかつてDN社において進められていた巨大ロボット開発プロジェクトである。ビジュアルとエンターテインメント性が求められる限定戦争において電脳暦にふさわしい新しいコンセプトの商用兵器開発の一環として進められていた、しかし当時の技術レベルでは技術力不足でその開発は適わなかった。その後V.C.90年代にリバースコンバートが発見、V.コンバータが開発されることでバーチャロイド（VR）の開発を目的としたVプロジェクトが進むにあたりXMUプロジェクトのロボットの設計データやコンセプトがVRの開発に転用されている。詳細はバーチャロイドの一覧#第1世代VRを参照。
第1次Vプロジェクト
Vプロジェクトは第1次（BBBユニット復元およびC.I.S.突入実験）と第2次（バーチャロイド開発計画）の2つがある、この第1次VプロジェクトはV.C.87年にDN社による第4次月面遺跡（ムーンゲート）発掘調査にて全身50mはあろうかと思われる巨大人型構造体とおもわしき残骸が発見された。DN社はこれを「バーチャロイド」と命名した、この構造体は頭部と思われる部分のみかろうじて原型を留めておりこの頭部部分のユニットは「BBB（バル・バス・バウ）ユニット」と命名された。このユニットには複製Vクリスタルが組み込まれていてこれを作り出した存在はVクリスタルを複製し制御することでCISを自由に往来する技術を実用化していたと思われておりこの巨大人型構造体全身の復元こそ困難であったが頭部の復元に限定すれば復元の見込みがあった。このユニットの復元に成功すればC.I.S.突入への実現の大きな足がかりになることからV.C.88年にDN社最高幹部会はBBBユニットの復元作業を最重要課題に指定しVプロジェクト（第1次）を立ち上げた。その後0プラント主導によってBBBユニット起動の補助ユニットとしてBBBユニットの簡易版である「V.コンバータ」その制御OSの「M.S.B.S.」が開発されV.C.8f年に第1回起動実験が行われた。結果はBBBユニットに内蔵された複製Vクリスタルが暴走し、0プラントは多くの優秀な科学者と共に施設の2/3がCISへと転送され消失する大惨事となり実験は失敗に終わった。その後もBBBユニットの復元ユニットは試作7号機まで作られ起動実験も第3回まで行われたが目立った実績を上げることもできずDN社最高幹部会よりプロジェクト中止の命令が通達された。バーチャロイドの一覧#バル・バス・バウも参照。
第2次Vプロジェクト
単純にVプロジェクトといった場合は多くはこちらの事を指す。DN社によるバーチャロイド（VR）の開発、販売プロジェクトで第1次Vプロジェクトの失敗に伴い0プラントは有用性を実証する必要に迫られていたが偶然にも「リバース・コンバート」という現象が発見される。有用性を実証するために0プラントは急遽、V.C.96年に当時リバース・コンバートを現象を使用して開発中であったVRのプロトタイプにあたる人型ロボットXMU-04-C（後のMBV-04テムジンの元となった機体）とXMU-05-B（後のHBV-05ライデンの元となった機体）を実戦用に仕様変更し極秘開催された限定戦争に投入した。それらは試作機であったにも関わらずVRの持つずば抜けた運動性能、戦闘性能は従来の兵器の常識をはるかに凌駕し商品としての有用性のアピールに成功した、かつては技術面で断念した画期的ロボット兵器の限定戦争市場への投入が実現すれば巨大な利益を得ることも夢ではなく、これを受けてDN社最高幹部会はVプロジェクトを大幅に軌道修正してVRの開発、販売を目的とした第2次Vプロジェクトとして再開した。統括責任者にはアンベルIVが指名されVRの生産を効率的に行なうため9つのプラントを設立、DN社傘下の軍事組織DNAにもVRを主装備とする部隊が創設されることとなった。これによってVプロジェクトは本来「バーチャロイド」と命名された巨大人型構造物の一部であったBBBユニットの再生とC.I.S.突入システム構築から商用ロボット兵器としての「バーチャロイド（戦闘用バーチャロイド）」の開発、販売へとシフトしていくこととなる。
ムーンゲート
月面上に存在する人類以前の知的生命体を起源とする遺跡。この遺跡の最深部にムーン・クリスタルが存在する。その影響から、近傍の区域はシャドウ出現率が高い。
C.I.S.
電脳虚数空間（Ciber Imaginary Space）の略称。V.クリスタルを入り口として存在する特異空間であり、さらに深奥に別の次元があると考えられている。未分化の可能性に満ちた世界であるとされ、それゆえに並行世界への移動を可能とする空間でもある。アジムとゲランはここから到来すると考えられている。
禁制領域シバルバー
地球の南米にあるアースクリスタル近傍のエリアでTSCドランメンが管理している。領域内にある「歪曲神殿」はムーンゲートと同起源と推測される遺跡であり、内部にはアース・クリスタルが安置されており、ヤガランデの幻影が出没する危険性があることから立ち入りが禁止されている。オラトリオ・タングラムの裏ではヤガランデの実体化を阻止するために時折V.ポジティブの高いパイロットが生贄としてここへ連れて来られており、これが後に「ヤガランデの供儀」と呼ばれ問題となる。
レンタリア限定戦争の戦場として貸し出される場所、すなわちレンタル・エリア。人類が活動するあらゆる場所に存在する。
T.A.I.（テラ・アウストラリス・インコグニタ）
オーストラリア大陸のこと。前暦の大戦で不毛の大地と化したオーストラリア大陸を買い叩いた国際戦争公司がレンタリアとして再整備したもので作品世界ではレンタリアとして大陸が丸ごと国際戦争公司の管理下に置かれている。
オーバーロード（Overload）
ある種の超法規的特権階級で電脳暦草創期に伝説的成功を収めた幾ばくかの家系や人々あるいはシステムを指し必ずしも人であるとは限らない、『伝説の5人のオーバーロード』とされており作中には『ディフューズ・アルフレート・ド・アンベルIV』と『ティラミアIII』の2名が登場している、企業国家群の有力株主であるため、その所持株式は多くの場合複数国にまたがっておりメタ国家的行動を可能としていた。そのため彼らが時折見せる気まぐれな行動がしばしば企業国家の利害と対立し様々なトラブル、時には電脳暦の社会を揺るがす事件へと発展することがあった。
木星開発公司経営権継承戦争（木星継承戦争）
バーチャロン・フォースの時代に起こった木星の経営権にまつわる一連の騒乱。木星圏ではマーズ・クリスタルの活性化に伴いジュピター・クリスタルの共振現象が観測されゲート・フィールドが形成、戦闘結晶構造体の漏出「アジム」と「ゲラン」の実体化が明らかになった。迫りくる危機を前にして対立していた二大企業国家フレッシュ・リフォーとアダックスが確執を越えて共闘することを宣言し大規模な迎撃部隊の派遣を決定したが、木星圏では電脳暦以前から豊富な資源を目的として大小さまざまなプロジェクト、企業が乱立しており時代を経て採算のとれる業種が絞られるようなると権益が複雑に絡み合い一筋縄ではいかない状態となっていた。そのため迎撃部隊の派遣にあたり木星圏に権益を持つもの達がいっせいに警戒、反発した。更にフレッシュ・リフォー（FR-08）内の権力闘争も加わって事態は一気に混迷の度合いを深め収束の兆しをみせることなく木星圏の危機が逼迫することとなった。その事態を憂いたアンベルIVが独自に火星圏から兵力を抽出し打撃艦隊「フォース」を編成して木星圏へと差し向け緒戦にて大きな戦果を上げた。しかし木星圏に権益を持つ反フォース勢力たちは戦闘結晶構造体「アジム」と「ゲラン」の撃退について傍観する一方でVRによる攻撃で彼らの作戦行動の妨害を行った。これらの事件がゲーム「バーチャロン・フォース」の舞台となる。

### 組織
DN（Dyna-tech & Nova）社
地球圏最大の企業国家（O.M.G.以前）。月面上で古代文明の遺跡であるムーンゲートを発見し、この遺跡由来のオーバーテクノロジーを利用するため各プラントを設立した。O.M.G.後、その影響を受け崩壊する。
DNA
最も代表的なVR運用組織。元々はDN社所属の軍事組織（Corporate Army）であり、初めてVRが配備された組織。DN社瓦解後、その時点では唯一のVR運用組織であったが当時DNAによるVRを用いた戦闘興行は面白みに欠けており、その資産を吸収し受け継いだフレッシュ・リフォーはVRを不良在庫とみなした、その結果それを大量に保有するDNAは放逐され独立法人（要は傭兵部隊）となる。後にRNAと呼ばれるVR戦闘組織の出現によりVR同士での戦闘興行が注目され商業的に成功するようになると皮肉にもそのフレッシュ・リフォーによって新型VRの開発を含む様々なテコ入れを受け、大きく息を吹き返す。その組織の大きさゆえに人員の質には大きなばらつきがあり、単騎で戦況を左右するスーパーエースから事なかれサラリー傭兵までピンきりである。主なスポンサーはフレッシュ・リフォーおよびムーニー・バレー（アダックス）。
S.H.B.V.D.
0プラントのずさんな開発計画により僅か26機しか生産できなかった第1世代型ライデンを、高級ブランド化することで存在を正当化すべくDNA内に設立された「特殊重戦闘VR大隊（Special Heavy Battle Virtuaroid Division）」が母体の限定戦争代行業者。O.M.G.によるDN社ならびにDNAの混乱の果てに放逐、独立を余儀なくされる。エース級のパイロットが集められ、伝統的にライデンタイプのVRを使用する。彼らが所有する第2世代以降のライデンは一般部隊のものより高品質なものとなっているほか、規律の厳しさや意識の高さからエリート部隊として有名である。「マーズ」に登場するギルやレドンもS.H.B.V.D.の所属である。
RNA
O.M.G.以降突如出現し、今やDNAと並ぶ代表的な、しかし未だ謎多きVR運営組織。フレッシュ・リフォーによるVR開発禁止令を受け、反フレッシュリフォー派プラントの一部が自身の手掛けた最新VRをDNAの戦闘興業に乱入させ、半ば愉快犯的に悶着を起こすような事態が度々発生した、それらの半ばテロリストのようなグループ同士が互助関係を結び、さらに彼らの支援団体も加わる形で誕生したのがRNAと呼ばれる軍事組織である。それまで唯一のVR運用組織であったDNAの対抗勢力となり、戦争商品として問題視されていたVRの市場価値を爆発的に高める結果をもたらした。DNAに比べ組織規模としては小さいが、出現当初より非常に優れたVR運用システムを持っており、また所属員のモチベーションも総じて高いため戦闘能力は高い。主なスポンサーはトランスヴァールおよびTSCドランメン。火星戦線支部としてmRNA（マーズRNA）が存在する。
Vital Bros.
火星南極戦域で名を馳せたRNA擁する精鋭部隊の1つ、全機が第三世代型アファームド系の機体で統一されている。スローガンは「bloody pledge」（血は涙、我らが契）。
ピース・キーパーズ（PK）
RNAの火星戦線支部であるmRNAとDNAが治安維持を目的として共同で設立した特殊部隊。火星においてマージナルは地球圏からの入植組織を快く思っていない部分が多くあり、マージナルの軍閥派と呼ばれる組織群によって彼らが所持する独自のVR「マイザー39」を用いた興行中の限定戦争への介入≒国際戦争公司を介さないマージナル独自のレギュレーションで開催される違法限定戦争興行等が相次ぎ治安の悪化が顕著となった。火星での戦争興行にあたりマージナルの協力が必要なため行動を起こさない事なかれ主義の国際戦争公司に対して業を煮やしたmRNAとDNAが共同で設立した特殊部隊がピース・キーパーズ（PK）である。指揮系統が完全な縦割り型でありmRNA派とDNA派で指揮系統の主導権争いを起こししばしば部隊内で指揮系統の混乱を招いた。その治安維持の設立目的と裏腹に発足間もない段階において専守防衛を旨とする体制から脱却し効率的にマージナルへ攻撃を加える方法として戦争興業を偽装しマージナルをおびき出して叩くという攻撃的な考え方へ至った。更にマージナル軍閥派の勢いが衰え始めると逆にマージナルの領域へ侵出し軍閥派でないマージナルに対しても攻撃を加えることが度々あった。後にその攻撃性と問題行動が明らかとなり世論からの非難が集中した。更に反ピース・キーパーズ（PK）で結集したマージナル側も反撃し、火星戦線の状況は却って泥沼化することになる。設立に当たりPK向けに第3世代型アファームドJのType XやVOXシリーズではMariko、U-taが開発されている。これらのVRはクラッキング等の電子戦に特化しておりピース・キーパーズ（PK）での運用においてマージナル側ではこのクラッキングに対する対抗策を整備することが出来なかったため非常に有力であった。
0プラント
DN社により最初に設立されたプラント、当初はオーバーテクノロジーの研究を一手に手がけており、プラジナー博士を始めとした優秀な人材を抱え莫大な研究費が費やされていた。物的、人員的に大損害をもたらしたC.I.S.突入実験（第1次Vプロジェクト）の失敗こそあったもののリバース・コンバートの発見によりXMUプロジェクトデータを用いての初の戦闘用VRとなる第1世代型VRのテムジン、ライデンの開発を手がける。その後もプラジナー博士らによる「時空因果制御機構タングラム」の立案や実験ファクトリー「ザ・シャドウ」おいてのシャドウVRの一部制御の成功等の実績を残した。だが、第1世代型ライデンの開発失敗などによる重大な商業的な損害、プラジナー博士による3体のオリジナルVRの逃亡幇助および本人の失踪による、オリジナル フェイ-イェン逃亡事件などがアンベルIVと最高幹部会の逆鱗に触れ、危険分子として解体され、所員全員が勤務期間の記憶抹消という厳罰に処された。その後オーバーテクノロジーの利用・研究は第1～第9の各プラントに引き継がれる。
ダンシング・アンダー（1st PLANT DU-01 Dancing Under）
略称DU-01、第1プラントとして設立され、ムーンゲートの管理およびそれに類するオーバーテクノロジーの大規模な研究部門を持っていたが、研究部門であり政治力に乏しくO.M.G.後フレッシュ・リフォー陣営に組み込まれると宗主プラントたるフレッシュ・リフォーによるVR開発禁止令に始まるオーバーテクノロジー研究の規模縮小・閉鎖のあおりを受け単なる遺跡の管理組織として再編された、後にV.クリスタル質の強奪を意図したマシュー艦隊（サッチェルマウス）に一時占領されてしまった経歴がある（V.クリスタル質はその際に大量に持ち去られている）。業務の重要性からTSCドランメンは自陣営に加わるよう熱烈に勧誘している模様。
トランスヴァール（2nd PLANT TV-02 Transvaal）
略称TV-02、第2プラントとして設立され、第1世代型アファームドの開発を行う。TSCと並んでRNAの主なスポンサーであり反フレッシュ・リフォー派プラントである。O.M.G.後はフレッシュ・リフォーによるVR開発禁止令の裏で極秘裏に第2世代型アファームドを開発しRNAに供給していた。後にドルカスを元とした重量級VRのドルドレイを開発しこちらもRNAに提供されサイクリック・ハープーン戦役に投入されている。火星戦線が激化した後は、RNAを介した国際戦争公司の依頼により第3世代型アファームドの開発を行う。トランスヴァールは堅実な設計で現場からの評判がよいアファームド系のようなVRが多くサイファー系のような奇抜で視聴者受けしやすいVRが多いサッチェルマウスとはVR開発方針の違いや組織間の軋轢（サッチェルマウスはトランスヴァールを「第1世代型アファームド開発に難航した格下の新興プラント」と見做していた）等から犬猿の仲。
ムーニー・バレー / アダックス（3rd PLANT MV-03 Moony-Valley/Adax）
略称MV-03、第3プラントとして設立され、ドルカスを開発する。オラトリオ・タングラムでのVOK系列の成功により地球圏最大のVR生産プラントとなった。V.C.a6年、火星圏で他プラントに先駆けて国際戦争公司と手を組み限定戦争興業を成立させ火星に新たなプラントを設立し自らの名称をアダックスへと改名する。限定戦争に最も熱心なプラントであり、開発・生産・販売・新規市場の開拓などを積極的に行っている。フレッシュ・リフォーによるVR開発禁止令下でも唯一VRの開発を認められたプラントであるが10/80のライセンス生産を強要される、第2世代型MBVの開発を実績の無いリファレンス・ポイントに奪われるなど陣営の宗主プラント「フレッシュ・リフォー」に数々の嫌がらせを受けている。火星戦線でいち早く第3世代型VR「VOX系列」を投入し優位に立つ。また、第3世代型ライデン系列の開発も行ったが、これはフレッシュ・リフォーによって壊滅させられたデッドリー・ダッドリーの生産ラインを引き継ぐ形で第2世代型ライデンを生産した実績を買われての事である。
TSCドランメン（4th PLANT TSC-04 TSC Drammen）
略称TSC-04、第4プラントとして設立された。元の名前はTSCのみであったがアンベルIVによるプラント一斉売却事件の折にいち早くドランメン社によって買収されTSCドランメンとなった、盟主は「オーバーロード」の1人である「ディフューズ・アルフレート・ド・アンベルIV」、本拠地は南米にあり、支配区域にある禁制領域「シバルバー」内にある歪曲神殿にはアース・クリスタルと『幻像結晶拘束体ブラットス』が存在する。アース・クリスタル質を産出できるため、非常に重要なプラントである。同プラントに監禁凍結していたオリジナルVR『アイス・ドール』を協力させ本機を元に第2世代型VR「エンジェラン」を開発するがこの機体は駆動力・戦闘力の大部分を『アイス・ドール』から供給される機体であった、しかし『アイス・ドール』が監禁凍結解除後にフレッシュ・リフォーの元へ逃亡してしまったため、エンジェランは『アイスドール』のいるフレッシュ･リフォー側でしか運用できなくなってしまった。「エンジェランの略奪」と呼ばれるこの事件以降、RNAへの支援を積極的に行うようになり反フレッシュ・リフォー陣営の中心となる。これらの確執が「エンジェランの略奪」、「幻像結晶拘束体ブラットス」といったオラトリオ・タングラムの切っ掛けとなった事件となると同時に、フレッシュ・リフォーと明確な敵対関係となる切っ掛けの一つとなった。
デッドリー・ダッドリー（5th PLANT DD-05 Deadley-Dudley）
略称DD-05、第5プラントとして設立された。第1世代型ライデンの開発者が移籍（実際は粛清による左遷）しており、彼らにより第2世代型ライデンの開発が行われた。しかしDNAと優先供給契約を結んだ一方で、DNAへの販売が失敗した場合の保険としてRNAにも第2世代型ライデンを供給したことが問題となった。これに激怒したフレッシュ・リフォーがデッドリー・ダッドリー自体を国際戦争公司にレンタリアとして提供するという制裁を行ったため、戦闘によって壊滅的な打撃を受け、閉鎖の憂き目に遭うこととなった。V.C.a8年時点では焦土となっているが、C.I.S.へ突入するための特異点が近くにあることから、オラトリオ・タングラムにおいて非常に重要な地点となっている。
サッチェル・マウス（6th PLANT SM-06 Satchel Mouth）
略称SM-06、第6プラントとして設立された。元々はフレッシュ・リフォー陣営であったのだがO.M.G.後マシュー大佐率いるマシュー艦隊およびアイザーマン博士によるクーデターにより「略奪艦隊」として陣営から独立。独自に開発したVR「サイファー」を駆り猛威を振るう。第1プラントの占拠およびV.クリスタル質の強奪に始まる彼らの数々の活動に業を煮やしたフレッシュ・リフォーが仕掛けた情報戦争によって孤立無援の状況に追い込まれた。しかしTSCを通じてサイファーの優先提供を条件にRNAに対して支援を依頼、それによって契約を取り付け消滅を免れた。後にアンベルIVの依頼で第2世代型VRのスペシネフを開発し、これをRNAに優先提供している。更に火星のマージナルとはアダックスの進出前より繋がりがあり、アイザーマン博士は火星にてマーズクリスタル質の結晶鉱滓ブラックベリーを発見、そのマーズクリスタル質のサッチェルマウスへの提供と引き換えに第3世代型のマイザーの原型機とも呼べるマイザー39を開発、これをマージナルへ提供している。その後の本格的な火星戦線への進出後はマイザー系列、第3世代型スペシネフ系列、影清系列の開発を手がけている。
リファレンス・ポイント（7th PLANT RP-07 Reference Point）
略称RP-07、第7プラントとして設立されるが設立にはフレッシュ・リフォーが大きく関わっており、同プラントの直轄プラントである。フレッシュ・リフォーより第2世代型MBVの開発を請け負うが、それは便宜を図った結果である。本来は宇宙港として地球圏における交易の要としての役割を担っていたため、VR開発能力は無いに等しい。開発は難航するも請け負わせたフレッシュ・リフォーからの技術供与や開発に携わった技師らの努力によってなんとか完成まで漕ぎ着く。「第2世代型テムジン」と名付けられたそれは初陣となる「クレプスキュールの会戦」で歴史的大勝利を収める。「第2世代型テムジン」の開発の実績を買われ引き続き第3世代型テムジンの開発も手がけることとなる。
フレッシュ・リフォー（8th PLANT FR-08 Fresh Refoe）
略称FR-08、第8プラントとして南極に設立された。DN社崩壊後、当時の盟主『トリストラム・リフォー』の手腕によって他のプラントを含むDN社傘下の各企業を統括してみせ、地球圏最大の企業国家として君臨する。O.M.G.以後のRNA出現当初は盟主である『トリストラム・リフォー』が限定戦争およびVR関連技術の市場に対して魅力を感じておらずVR開発禁止令を出す等当初はバーチャロイドの開発・販売に冷淡であったが、限定戦争市場においてDNA対RNAといった構図が出来上がりRNAが実質的な脅威として認知されるようになるとDNAやプラントに対して新型VRの開発を含む様々な援助を行なうようになった、その後盟主であった『トリストラム・リフォー』が暗殺され新たな盟主として「リリン・プラジナー」が担ぎ上げられる頃になると以降は態度を一変バーチャロイドの開発を全面的に解禁するようになった。自社所有の海中プラントにて第2世代型バルシリーズを開発するばかりかムーニー・バレーにVOK系列を、傘下のリファレンス・ポイントには第2世代型テムジンの開発発注および技術供与を行っている。火星戦線では第2世代型テムジンの性能を過信し遅れを取ったものの、第3世代型のバル系列およびテムジン系列の開発により巻き返しを図る。また、自分達が不利益になる事には一切の容赦が無く、第5プラントであるデッドリー・ダッドリーに対し「警告を無視し敵対関係にあるRNAへ第2世代型ライデンを供給し続けた」事への制裁として壊滅させた、ムーニー・バレーに対してもフレッシュ・リフォーは限定戦争市場において傘下の直轄プラントであるリファレンス・ポイントが開発した第2世代型テムジンの販売のトップオフマージンで利益を上げる目論見があったのだが同機の開発の遅れからDNAにおいてムーニー・バレー製のVOK系列のVRが主力となってしまい限定戦争市場のシェアを大きく占めるようになると数々の陰湿な嫌がらせを行った。後に「木星継承戦争」の時代になるとフレッシュ・リフォーはオラトリオ・タングラムによる興行等で莫大な収益を得たのだが分派するリフォー家の一族が収益の分配をめぐって争い、最終的には仲介と調整役を担っていた盟主であるリリン・プラジナーすらも放逐した。
第9プラント（9th PLANT）
名称、略称無し、フレッシュ・リフォーの盟主トリストラム・リフォーが全額出資する形で彼専用施設として設立したフレッシュ・リフォー直轄のプラント、表向きは地球圏に複数存在するV-クリスタルの活性状態をコントロールするためのシステムとされていた、真の目的は別にありプラジナー博士をはじめとする0プラントスタッフによって立案され当時DN社最高幹部会の一員であったアンベルIVによる計画支持とトリストラム・リフォーとの緊密な協力体制の下、後に同プラントの盟主となる「リリン・プラジナー」を開発主任として時空因果律制御機構タングラムの開発を目的として設立された。だがその業務内容は外部には極秘とされ、オラトリオ・タングラム開闢前のアンベルIVとの公式会見で初めてその業務内容と時空因果律制御機構タングラムの存在が明らかにされた。
白虹騎士団 （ホワイトナイツ）
読みは「びゃっこうきしだん」ホワイトナイツとも呼ばれる。リリン・プラジナーを総帥としてシャドウを殲滅するために設立された専門組織「白檀艦隊（ホワイトフリート）」のVR部隊の名称。また、所属するVRパイロットは「白虹の騎士（ホワイトナイト）」と呼ばれる。極めて高い戦闘能力を持つシャドウを殲滅するため、莫大な資金と資材、選りすぐりの装備と人材が惜しみなく投入されている。主装備であるVRには一貫してテムジン系列が選ばれているが、限定戦争に用いられている同系列の商品兵器と違い高品質のV.コンバータが奢られており、性能には歴然とした差がある。リリン・プラジナーの失脚・放逐に伴ってフレッシュ・リフォー上層部によって「対シャドウ専門の24時間デリバリー部隊」として再編された結果、目的を見失い士気・モラルが著しく低下した、結果ダイモンと繋がり対シャドウ用VRを用いて限定戦争に介入し利益を得るような「破戒騎士」といった様な者が出てくるような事態となった。
ダイモン
太古にV.クリスタルの制御方法を編み出し、月面遺跡ムーンゲートを建造した知性体の残留思念、バーチャロイドの元となったBBBユニットを作った存在とは別の存在で敵対をしていた。電脳虚数空間に潜み、遺跡調査機器のネットワークを通じ拡散しデジタル情報網を掌握することによって人間社会に介入していった、敵対者側の装置であったBBBユニットの起動実験の妨害、限定戦争を影から操る等様々な事件の裏で暗躍をしている。後にはダイモンを利用して「打撃艦隊フォース」の行動の妨害を行おうと画策していたオーバーロードの1人「ティラミアIII」を逆に乗っ取り依代として火星戦線全体すらも裏から操っていた。MARZ創設者リリン・プラジナーにとっては、養父トリストラム・リフォーを殺害した仇でもある。
MARZ
混乱する火星戦線の治安維持を名目として設立された組織。創始者はリリン・プラジナー。しかし、秘められたMARZの真の設立理由とは、ダイモンによって秘匿されているタングラムを奪回し、それによってダイモンを討伐することである。しかしダイモンの事件後その治安維持を名目とした表向きの活動理由に対して真の設立理由での活動の問題点を予てから隙を窺っていたアイザーマン博士およびサッチェルマウスから追及・攻撃を受け自由に活動ができなくなり地球支部は孤立、火星では衛星軌道上まで撤退することなり、更にはダイモン打倒後のアンベルIVとリリンの公開会談にてアンベルIVの策略によって「MARZはリリン・プラジナーの私怨によって設立された私兵集団」という烙印を押され全ての企業国家の敵とされてしまい、再び活動ができるようになるまでかなりの時間を要することとなった。MARZは設立当初VOX系列の機体を主力として導入する予定であったがリリン・プラジナーは失脚したばかりで何の後ろ盾も無い状況でありVRの提供にアダックスも難色を示したために見送られ、運用するVRの確保にすらも事欠く状態であった。そのため設立当初は通常の市場で流通していないような型遅れのVRである10/80adv等ですら運用していた、その後リファレンス・ポイントとの協力を取り付けられたことにより現在はテムジン系列を改造・強化した機体を主力としており、MARZでのカスタマイズ機であるMZV-747等の運用実績がフィードバックされる形でリファレンス・ポイントにおいてはMBV-747AIIが開発されている。
国際戦争公司
限定戦争を主催する最大手企業で限定戦争に関わるあらゆる業務を管理・運営する国際組織。主な業務は戦闘スケジュールの調整、戦場となるレンタリアと呼ばれる戦闘エリアの整備および提供、兵器等のリース＆レンタル業から各種保険業、審判、兵士の訓練など限定戦争に関することなら多岐にわたる。
マージナル
電脳暦以前に火星開拓のために入植したものの、開発中止された際にそのまま置き去りにされた人々の子孫。当然の事ながら、自分達を見捨てていた地球圏にはあまり好感を持っておらず、火星を限定戦争興行の場とするため新規に進出した入植組織を歓迎しない傾向がある。前述のようにサッチェルマウスとは以前から繋がりがあり、マイザーの原型機を提供されるなど、地球圏外勢力であるがVR運用ノウハウを既に得ていた。彼等はテラフォーミングされた火星における支配者、権力者であり、いち早く火星圏へ本格進出したアダックスが限定戦争の火星戦線を開催するにあたりマージナルとの間で収益の30％が彼らの懐に入る契約がなされた。だが、それだけでは飽き足らず興行中の限定戦争への介入や襲撃を行う（彼等はそれ自体を後述の違法限定戦争興行として開催した）過激・攻撃的な軍閥派という組織群が登場した。中でも「南方戦線」という組織は国際戦争公司を介さないマージナル独自のレギュレーションによって開催される違法限定戦争興行等で規模を拡大していった。当然ながら上記の過激派閥だけではなく限定戦争興行を比較的容認している穏健派といった派閥もマージナル内にはあり一枚岩ではない。その後ピース・キーパーズ（PK）の猛攻により「南方戦線」を含む各軍閥派は手痛い攻撃を受け規模を縮小していったのだが、このピース・キーパーズ（PK）の攻撃は軍閥と関係の無いマージナルを巻き込むことが多々あり各軍閥は同胞救済の名の下に自身の正当性を主張し穏健派にも存在が追認されることとなった。結果としてバラバラであった各軍閥派の結束を強めることになりピース・キーパーズ（PK）に対抗する組織として軍閥派が集まった｢連合戦線」といった組織や「独立旅団KKKK」といった組織を生み出すこととなった。
インペリアル・ライン
太陽系内の惑星間物流を担うロジスティックス業界の最大手。宇宙船を使った輸送を行っていたが、定位リバース・コンバートの実用化によってその地位が脅かされつつある。
フォース
元々はアンベルIVが所有する私兵集団であったが、木星圏の危機にあたり「打撃艦隊フォース」として対アジム・ゲラン専門部隊に再編して木星圏へ派遣される。装備されるVRはMARZのものほどではないにせよ、一般部隊のものよりは強化されている。
トランスAFG社（トランスAG社）
TAG社とも略される、フレッシュ・リフォー盟主から引退した、リリン・プラジナー設立したVR開発ブランドでありVR開発にはかつてデッドリー・ダッドリーにて第2世代型ライデンを開発した元デッドリー・ダッドリーのスタッフが中心となっている。VRの開発に先駆けて「アイデルスター級強襲母艦」の建造を手がけており、その技術を応用して第3世代型フェイ-イェンには定位リバース・コンバートシステムが標準搭載されている。「女性がプロデュースした、本当に少女らしい少女型VR」というブランド性を前面に押し出しており。第3世代系列の「フェイ・イェン」、「エンジェラン」、「ガラヤカ」を開発した。
ブルー・フリート
フレッシュ・リフォー（FR-08）擁する精鋭艦隊およびVR部隊、当初はFR-08傘下のプラントであるリファレンス・ポイント（RP-07）が設立した宙航艦隊でFR-08より貸与されたXBV-813 第2世代型バル・シリーズを用いて第2世代型専用OSのM.S.B.S.Ver.5.シリーズのモニタリング試験を目的として設立された。そこから得たデータを用いて開発されたのが第2世代型のMBV-707 テムジンであり、その第2世代型テムジンの初陣となるクレプスキュール会戦にてテムジン配備の戦闘旅団として主戦力を担ったのがブルー・フリートであった。クレプスキュール会戦での活躍後も数々の違法行為を行うサッチェルマウス（SM-06）相手に激しい抗争を繰り広げるなどし第2世代型最良VRと名高いテムジンと共に勇名をはせた。その後フォースの頃になるとアダックスによって火星戦線の限定戦争市場が軌道に乗り始めると地球圏との競合市場を良しとしなかったFR-08は事あるごとにアダックスに対して干渉したが、表立っての対立を避けたいアダックスは火星戦線の一部利権の売却などの譲歩の姿勢を見せ事態の打開を計った、しかしFR-08はそれを与し易しと見てブルー・フリートを用いて強引に火星戦線へ参戦し火星戦線市場の無条件開放を強要するという強硬手段に打って出た。RP-07のテクニカル・サポートチームは火星圏においてはマーズクリスタルの影響で第2世代型VRが充分な性能を発揮できないことを把握していたが、ブルー・フリートのその縦割りの組織形態が裏目に出て火星圏での運用に対しての対策がなされないまま火星へ降下した第2世代型テムジンを主力とするブルー・フリートはアダックス/トランスヴァールの合同部隊の前に大敗を喫することとなる。

### テクノロジー
V.クリスタル
「virtual-on crystal」。月面遺跡で発見された8面結晶構造体。バーチャロン現象をはじめとする不可思議な特性をもち、またC.I.S.（電脳虚数空間）の発見にも繋がった。真の能力は「事象の転送」。
その後、太陽系各地に同様のものが存在することが判明した。現在確認されているのは地球（アース・クリスタル）、月（ムーン・クリスタル）、火星（マーズ・クリスタル）、そして木星の衛星に点在し6つあることが確認されている（ジュピター・クリスタル群）である。
バーチャロン現象
「virtual-on」現象。後にV.クリスタルと呼ばれる結晶体によって引き起こされる精神干渉現象のこと。V.クリスタルは近傍の人間に介入しその精神活動を模倣するが、それに直面した人間は己の精神の在処を見失い、精神がクリスタルに「取り込まれ」てしまう。耐性のないものは精神異常を起こし、最悪廃人となる。V.クリスタルを一部再現したV.コンバータにも同様の特性があり、戦闘バーチャロイドはこれを利用して操作するため極めて高いレスポンスを発揮する。
V.ポジティブ
「virtual-on positive」（バーチャロン適性）。バーチャロン現象に巻き込まれても自我を保ち無事でいられるかの適性度を相対的評価した値。バーチャロイドパイロットの場合、この適性値が高いほどメイン・ユニットであるV.コンバータの活性率を上げて運用でき、バーチャロイドを高い性能で操縦できるということになる。
V.クリスタル質
V.クリスタルが発見された遺跡付近で確認されるV.クリスタルとほぼ同じ性質を持つ物質。ムーンゲートでは壁に塗布されており、自然剥離したものが底部に大量に堆積していた（壁に塗布されているものは人の手で剥がすことは現状不可能）。TSCドランメン内の遺跡でも堆積、採取可能であることも確認されている（これをアース・クリスタル質ともいう）。これらを粉砕、巨大ディスクに均一に塗布したものがV.ディスクであり、つまりV.コンバータの核となる材料である。
V.コンバータ
主に戦闘用バーチャロイドの背面に装備されている月面遺跡で発見されたV.クリスタルの機能を模して作られた装置。内部には粉砕したV.クリスタル質を均一に塗布したV.ディスクが内装されている。本来は、遺跡で発見されたC.I.S.往来用だったと思われる遺物「BBBユニット」の復元のための補助装置兼簡易版として開発された。BBBユニットの復元には失敗したものの後に偶然にもリバース・コンバート現象が発見され、戦闘バーチャロイド開発へと繋がってゆく。戦闘用バーチャロイドのダッシュやジャンプ駆動時には自律放熱反応によりV.コンバータが展開して内部のV.ディスクが露出し、スラスターやバインダー状のものから噴射炎のようなものが放出される。しかしこの噴射炎の様なものは自律放熱反応に伴う排熱ブラストでありこれ自体には推進力は無い。後にアイザーマン博士によってムーンクリスタル質とアースクリスタル質といった異なるV.クリスタル質を掛け合わせてV.ディスクに塗布することで性能が向上することが発見されておりこの性質を利用した新型のV.コンバータのハイブリッドV.コンバータが開発されている。
リバース・コンバート
バーチャロイドの本体はコクピットとV.コンバータからなる「C.I.S.突入艇」であり、あらかじめ記録されている機体の設計データを基にV.コンバータによってゲート・フィールドを形成しバーチャロイドとして具現化される。この具現化現象をリバース・コンバートといい、その様子はドリームキャスト版オラトリオ・タングラムのオープニングムービーで見ることができる。当初、第1次Vプロジェクト失敗による予算削減によって資材にも事欠いていた0プラントの所員が廃棄予定であった人の精神を取り込んで使用不能となっていたV.ディスクの再利用を模索し、気まぐれにV.ディスクに2次情報としてBBBユニット第3回起動実験の仮設コックピットのデータを付け加えた上でV.コンバータへ組み込んで負荷をかける実験を行っていた際に、かける負荷が通常の3倍程を超えたところ自律放熱反応とともにディスクに付加した仮設コックピットの設計データが実体化する現象が起きたことで、この現象が発見された。リバース・コンバートによる機体製造は、物理的な機体の建造プロセス、機体構造や素材強度といった現実の制約にとらわれない設計を可能とした。VコンバーターとV.ポジティブ値は機体の出力に係わり、出力が上がればゲート・フィールドの強度も上がり実存強度が増す。更にこのゲート・フィールドはバーチャロイドの実体化だけでなく慣性制御を司る機能も持っておりバーチャロイドの運動性能の源になると同時に高Gからパイロットを守る手段にもなっている。そのため単純な装甲とは別にゲート・フィールドの出力が高いバーチャロイドは実体化している強度が高いため見た目以上に打たれ強くなり機動性も高くなる、後年ではアイザーマン博士による地球圏でのペネトレーター設営によるクリスタル実験によって発生したクリスタルノイズによってVコンバーターの出力維持が出来なくなった第2世代型VRが実存強度を維持できず自壊するなどという事態も発生した。
M.S.B.S.
「Mind Shift-Battle System」の略称であり、戦闘バーチャロイドの戦闘用OS。元々XMUプロジェクトと呼ばれる人型戦闘兵器開発計画において、人の精神と機械（兵器）の制御系を直結させて制御するためのオペレーション用ソフトウェアとして作られた。XMUプロジェクト自体は失敗に終わったが、精神と機械の直結を制御するのに最適だったことから、精神に干渉するV.コンバータの制御用に採用されたのが端緒となる。M.S.B.S.はV.コンバータのブロックと開放を微小時間で繰り返すことでバーチャロン現象を制御し、V.コンバータ上に再現されたパイロットの精神によって、微小時間後のパイロットが取り得る行動を選択肢としてパイロットに提示する。パイロットは実際にとる行動をそこから選べばよいので、極めて高いレスポンスを実現する。しかしこのような動作は過酷な負担をパイロットに強いるほか、戦闘用OSゆえに戦いの興奮状態を人の精神に強要する仕様のせいもあって常人には長時間の稼働は難しく、一般的には90秒間の連続稼働が限界とされる。これを大きく超える、あるいはさらなる性能を求めてリミッターを解除したパイロットは、多くが悲惨な末路を辿ることになる。またリバース・コンバートに必要なマインドフォーマット用ソフトウェアでもあるが、元々が人型兵器の制御に特化したものであることから人類がリバース・コンバートで作り出せる建造物は戦闘バーチャロイドにほぼ限定される。なお開発元はS.E.（Sentinel Electronics）社、供給元はG.A.（General Aerodyne）社（合わせてSEGA）である。詳細はバーチャロイドの一覧#M.S.B.S.を参照。
V-アーマー
第2世代型VRのみが持つVコンバータの余剰出力を利用した特殊装甲。実弾・光学系・ビーム系の射撃武器を弾くことで無効化あるいは威力を減衰できる。攻撃を受けるとV-アーマーが削れてしまい効果が薄くなる。V-アーマーが厚いものは装甲も厚い傾向があるが、一概にそうではない。マーズ・クリスタルの影響下では機能阻害による出力低下のため展開することができない。
シャドウ
パイロットが精神崩壊を引き起こし制御不能になったVRあるいはその原因となるもののこと。V.コンバータが持つ精神干渉機能がVRパイロットの無意識下の混沌と結びつくと、VRの暴走が起きシャドウ化する。通常はVRにはシャドウ化を防止するためのリミッターがかかっているが、性能を上げるためにカットして惨事に至る例が後を絶たない。この状態になったVRは黒味がかった色に変色し、機体およびそのパイロットを回収する事は不可能となる。シャドウ化したVRは無差別に破壊を繰り返すうえM.S.B.S.の特性に由来して機体性能が極めて高くなるため、この上なく危険である。その戦闘力の高さは、「シャドウ汚染率」という数値から推測が可能。V.クリスタルの干渉作用によってもシャドウが発生し、オラトリオ・タングラム以降、月で消息不明になったVRの数多くがシャドウと化しており、それゆえムーンゲート近傍はシャドウ発生率が図抜けて高い地域として、白虹騎士団によって封鎖されている。
ツイン・リンク・コンバート・システム（TLCS）
主に打撃艦隊フォースで運用されているVR運用システム、フォースでは戦力の最小単位を2機1セットと定めておりそのVRの運用方針に合わせて導入されたシステムで2機のVRのV.コンバータを相補的にリンクさせることによって相互に実存力の補完、共用が可能になりVRの生存性の向上に寄与した。
ペネトレーター
VCa6年にSM-06のアイザーマン博士によって木星圏に実験的に設営された木星から火星、地球を繋ぐ大規模転送ターミナル。木星から地球を貫くという意味からペネトレーターと命名された。長距離定位リバース・コンバート技術を応用しており転送できるものはVコンバーターを搭載したもの、つまりはVRに限られていたが第一次段階で火星圏との転送接続に成功し、数ヶ月後の第二次段階には地球圏との転送接続にも成功した。しかしそのターミナルを安定させる技術にはマーズ・クリスタルの攻勢侵蝕（クリスタル・ノイズ）エミュレーター技術が用いられており地球圏でもクリスタル・ノイズが発生、これにより当時地球圏での主力であった第2世代型VRの大部分が活動不能、約半数が自壊するという大被害をもたらした、結果地球圏で第2世代型VRの運用ができなくり地球圏でのVR運用は第3世代型へと移り変わることとなる。
空中空母リヴィエラ
フレッシュ・リフォーの本社機能を代行することが可能な程の情報処理能力を有する巨大母艦であり、フレッシュ・リフォーの総帥に就任したばかりの頃のリリン・プラジナーはこの艦に座乗して各地を駆けめぐりながらTSC陣営の攻勢に対抗し体制の立て直しに努めた。ゲーム『電脳戦機バーチャロン オラトリオ・タングラム』のゲーム中ではゲーム開始後のVR選択画面はこの艦のVR格納庫でありここからリニアカタパルトを使って発進する。そして発進後の最初のステージとなる「FLOATING CARRIER」はこの艦の甲板上である。リヴィエラの他の同型艦に白檀艦隊所属のリヴィエラ級三番艦「サイレント・ミスト」等がある。
アイデルスター級強襲母艦
超長距離の定位リバース・コンバートも行うことができるSTRCカタパルトを2基搭載しており火星→木星や地球→火星等の惑星間レベルでのVRの転送も可能でこのカタパルトを用いて機動部隊として十分な数のVRを目標地点へピンポイントに転送、即時展開することが可能な航宙母艦である。定位リバース・コンバートには莫大なエネルギーが必要だがベビータングラムの開発によって得られた技術によって動力源の目処が立ったことでSTRCカタパルトが実用化され本艦が開発された。当初4隻が発注されたとされネームシップである打撃艦隊フォース火星艦隊所属の「FM-04 アイデルスター」の他に現在判明している同型艦に打撃艦隊フォース地球艦隊所属の「FE-07 クライグスター」、艦籍コードのみ判明している打撃艦隊フォース所属の「FJ-01」、MARZ所属の「SFS-101 ディークレフスター」の3隻がある。
時空因果律制御機構タングラム
第9プラントにおいて開発された事象転送装置、これは平行宇宙の事象とこちら側の事象を入れ替えることで望んだ結果を得られる（運命を操れる）ことができる機能を持っており、この能力もあり現状のバーチャロンシリーズの事件の根幹となることが多い、VC.9f～a0年の間に何者かの手によって未完成のまま1度強引に起動され結果機能不全を起こした。この起動が原因で接続されていたDN社のネットワークは無数の並行宇宙の雑多な情報が怒濤のように流れ込み崩壊、更にはタングラム暴走の余剰エネルギーをムーンゲートを通じて放出するといったことを行った結果アース・クリスタルおよびムーンゲートの覚醒に繋がりゲーム第1作目の舞台であるO.M.G.の発端となった。これらの事件を受けてリリン・プラジナーはタングラムに自我を与えて電脳虚数空間へ逃亡させた。後にアンベルIVによってタングラムの存在が公にされ、リリン・プラジナーとアンベルIVとの交渉の末、タングラムの所有権およびアクセス権をかけた戦争興行が地球圏で開催されることとなった。これが第2作目の舞台のオラトリオ・タングラムとなる。しかし以後もタングラムとの邂逅に成功したとの正確な報告はあがっておらず、第3作目バーチャロンフォースの時代となってもオラトリオ・タングラムは地球圏で継続中となっているが実際はタングラム自体は既に地球圏より遁走、CISを漂流しており結果として様々な事象交錯の触媒となった。その中でタングラムが他の並行世界にアクセスを試み、結果としてアクセスした世界が『第3次スーパーロボット大戦α』や『スーパーロボット大戦K』等の世界であり場合によっては電脳世界のパイロットおよびVRをトランスコンバートによって持ち込み現地の紛争に介入することもあった。それらの並行世界の中の１つに『とあるシリーズ』の世界もあり、この『とあるシリーズ』の世界へのアクセスがライトノベル『とある魔術の電脳戦機』へと繋がった。第4作目であるバーチャロンマーズでは各ネットワークに拡散、同化しているダイモンを殲滅するにはタングラムの力を用いることでそのネットワークを再フォーマットすることが必要なためCISを漂流していたタングラムをファイ・ユーブの協力を得てリリン・プラジナーは電脳世界の地球圏へ呼び戻すことには成功したのだが、先んじてその脅威を見越したダイモンの手によってタングラムが拘束されているという事態が明らかとなった、MARZによるダイモンからの解放後、タングラムは電脳世界に見切りをつけ電脳虚数空間へ再度行方を晦ませ、再び『とあるシリーズ』の世界へのアクセスし、シリーズ第5作目となるゲーム『とある魔術の電脳戦機』へと繋がる。

## 開発
本作のプロデューサーであるセガ社員・亙重郎の構想の下、メカニックデザイン（バーチャロイド）にカトキハジメを起用した。

### 経緯
本作リリース以前のロボットゲームは単に「キャラクターがロボットというだけの爽快感重視系アクションゲーム」か、あるいはリアルさを追求しすぎ「操作は複雑でアクション性に乏しい、地味でマニアックなシミュレーター」という印象の作品が多く存在し、商業的成功を得たものは少なかった。それ故『バーチャロン』以前のゲーム業界では「ロボットものは売れない」という評価が一般的であった。それにもかかわらず、毎年セガに入社してくる新人の中にロボットゲームの企画書を上げてくる者が多くおり、亙は彼らに「そんなゲームは売れないのだ」という現実を分からせるべく、（亙は100%売れないとは考えていなかったようだが）「あえて失敗させるためのプロジェクト」という名目で企画に許可が下され、開発は始められた。

### ゲームデザイン
本作がリリースされた当時、プレイヤー対プレイヤーの対戦アクションゲームは『ストリートファイターII』シリーズを筆頭とした人間（型キャラクター）同士の対戦型格闘ゲームが主流で、前進・後退・ジャンプのみという狭い自由度でしか移動できないものであった。
『バーチャロン』は3D格闘ゲームと後述するような本作以前に存在した数種のロボットゲーム（のルール・システム）をミックスして「良いとこ取り」をした点が最大の特徴と言える。もう少し仔細に述べると「操作系を対戦前提にシェイプアップしたことにより、格闘ゲームにあるスピーディさと緊迫感を手にしている」という事である。また、亙プロデューサーが「アクション詰め将棋」と形容する、高速で撃ち合いつつもある程度制限された動作の中で相手を理詰めで追い詰め、高速で機動しながらの射撃戦・近接格闘戦が楽しめるゲーム性が指向された。
このようなゲーム性を実現するため、本シリーズでは、プレイヤーは自機の後方の視点から3D空間で形成された戦闘フィールドを見て、前後左右空中と自由な機動を楽しめるようになっている。また操作キャラクターがロボット（バーチャロイド）であることを生かしたメカニカルな動作や光学的・SF的な武器・攻撃は、セガのゲーム全体に良く見られる傾向であり、本作を「未来的なカッコ良いゲーム」に仕立てている。

## 反響
本作のファンを公言している著名人がいる。漫画家の久米田康治はブロードバンドインターネット接続による常時接続環境が一般に普及していなかった時代に、ドリームキャスト版オラトリオ・タングラムのオンライン対戦にのめり込み、通信費が高騰したというエピソードが知られている。
声優の豊崎愛生は本シリーズの熱烈的なファンであり、1台3万円するツインスティックEXを2台持つ強者として知られる。2010年12月時点での持ちキャラはライデンだが、本当はエンジェランを使いたいらしい。Xbox 360版フォースの発売の際には公式サイトにスペシャルメッセージが掲載された。その関係で発売後セガから製品版が贈られ、ブログにて喜びを表している。2018年には本作とのクロスオーバー作品『とある魔術の電脳戦機』で、グリス・ボックを持ちキャラとする設定の初春飾利役として出演を果たしている。
タニタ三代目社長の谷田千里はバーチャロン好きが高じ、本来発売予定がなかったPS4用ツインスティックの開発・販売を実現に漕ぎ付けさせた。詳細は#ツインスティックの節を参照。

## 関連商品

### ツインスティック
二本のジョイスティックを左右に配した専用ゲームコントローラ。バーチャロンシリーズ独自の形状ではなく、類似のインターフェイスはバーチャロン以前にも他社のアーケードゲームなどに用いられており、後発のゲームでも採用しているものがある。バーチャロンシリーズの場合、人差し指で引くトリガーで右手および左手の武器を、親指で押す上部のボタンにダッシュ（ターボ）の操作が割り当てられており（詳細は「#操作方法」を参照）、各スティックは8方向へのデジタル入力となっている。
本作の関連商品として家庭用のツインスティック・コントローラが発売されている。機器とスティックを接続する場合は各機器ごとに仕様が異なっているため改めて開発・発売し直す必要があり、下記のように何種類も当該機器専用品がリリースされている。なお専用ツインスティックが発売されなかったPlayStation 2版（『O.M.G.』『マーズ』用）や、Xbox 360版の発売がなかなか決まらず『オラトリオ・タングラム』のリリースに間に合わなかった際には、個人で他機種用ツインスティックを改造したものを接続したプレイヤーもいる。
セガサターン用ツインスティック
セガサターン版『O.M.G』に対応。同作の発売日でもある1996年11月29日に同時発売された。バーチャロン専用のコントローラーとして発売されたものだが、後にバンダイから発売された『機動戦士ガンダム外伝 THE BLUE DESTINY』の第2作以降にも対応している。
Windows用ツインスティック
Windows版『O.M.G.』に対応。スタートボタンがないこととゲームポート接続になっていることを除いてサターン用とほぼ同じ構造になっている。
ドリームキャスト用ツインスティック（ツインスティックDC）
ドリームキャスト版『オラトリオ・タングラム』に対応。他のドリームキャスト専用コントローラー同様、ビジュアルメモリのスロットを備えている。
Xbox 360用ツインスティック（ツインスティックEX）
Xbox 360版『オラトリオ・タングラム』『フォース』『O.M.G.』に対応。『オラトリオ・タングラム』のダウンロード発売当初は用意されていなかったが、ファンの強い要望を受け、ダウンロード専用ゲームとしては例外的ながら予約限定生産という形で、2009年11月29日にHORIから発売された。また、『フォース』『O.M.G.』の販売に伴い、予約販売による再発売も行われた。
PlayStation 3用ツインスティック（ツインスティック3）
PlayStation 3版『O.M.G.』に対応。2012年11月15日から11月19日にかけて予約受付が行われた。
PlayStation 4用ツインスティック
2019年11月ごろ、株式会社タニタより限定生産品「VCD-18-c 18式コントロールデバイス『ツインスティック』」として発売。
2018年2月、バーチャロンシリーズ約15年ぶりの新作であるPlayStation 4（PS4）版『電脳戦機バーチャロン×とある魔術の禁書目録 とある魔術の電脳戦機』がリリースされたが、コスト的な問題（既に旧来のツインスティックは金型が廃棄されてしまい、改めて開発するには膨大な時間と予算が必要）によりセガおよび周辺機器メーカーからは「ツインスティックをリリースする予定は無いと」事前に告知されていた。また、『とある魔術の電脳戦機』はゲームパッドで快適にプレイ出来るように調整されており、『マーズ』以降の作品ではあったゲームパッドをツインスティックに見立てた操作は用意されておらず、他機種用ツインスティックを改造して対応させることもできなかった。しかしツインスティックの要望は根強く、かねてよりTwitterなどでバーチャロンのファンであると公言しセガと私的なゲーム大会を開催するなどしていた健康機器メーカー・タニタが動き始める。
『とある～』のリリース直後、タニタは社長自ら「ツインスティックの開発プロジェクトを立ち上げる」ことを発表。その後しばらくのプランニング期間を経て、2018年6月8日より、クラウドファンディングサイト・CAMPFIREにて支援金を募る形で「ツインスティック VTX（Version TANITA eXtra）」の開発支援募集をスタート（以下の記述におけるファンディングは全て同サイトにて行われる）。しかしこの時はファンディング目標金額が2億7700万円という相当な高額に設定されていたこともあり、結果としては支援者1682人、支援総額8254万8710円で不成立となった。
同年10月18日、タニタは前回の反省点を踏まえ、アーケードゲームの部品を製造している三和電子製の汎用部品を使うなどによる再設計でコストダウンを図ったバージョン「「XVCD-18-b 18式コントロールデバイス 「ツインスティック」」として再度クラウドファンディングを開始。今回は目標額が4460万円に下がったことに加え、同日にPS4への移植が発表されたOMG、オラトリオ・タングラム、フォースにも対応することが追い風となり、目標を即日達成した。初回生産数は1000台となっている。
同年12月21日からは前回ツインスティックを手に入れることができなかった（ファンドするタイミングを逸した）ファンを主な対象とした追加生産ファンディングをスタート。翌2019年1月13日には目標額を達成し、ファンディング期限である2019年1月30日までにツインスティックの追加生産分を希望した出資者全員に対して2020年3月頃より出荷される予定であったが、当初の予定を約1ヶ月前倒しされ2020年1月末より発送となった。
その後も『アリス・ギア・アイギスCS』など、使用に対応するPS4ソフトが幾つかリリースされた事もあり、2024年1月には受注生産が再開、底堅い需要が維持されている。

### 書籍
バーチャロンシリーズはゲーム本編では語られない設定が多々あり、CG画集、設定資料集等でそれらを補完する解説書やサイドストーリーがいくつか発表されている。
CYBER TROOPERS VIRTUAL-ON GRAPHICS PERSPECTIVE
ソフトバンク刊、1997年9月発行。ISBN 4-7973-0358-1
CGデザイナー・有井伸孝による「電脳戦機バーチャロン」の画集
第1世代バーチャロイドや各種武装のCGと共に武装の正式名称や開発メーカー名等も併せて記載されている。
CYBER TROOPERS VIRTUAL-ON REFERENCE SCHEMATIC - 電脳戦機バーチャロン副読本
ソフトバンク刊、1997年10月発行。ISBN 4-7973-0359-X
第1世代バーチャロイドの開発経緯を中心に、ムーンゲートの発見からO.M.G.の顛末までを解説。その中の一編「O.M.G.発動下でのVR部隊の作戦行動」は、ムーンゲートの自動防衛機構に乗っ取られたVRを排除するために派遣された、ライデンを擁する特殊重戦闘VR大隊（後のS.H.B.V.D.）の活躍を描く小説仕立ての短編になっている。
「O.M.G.発動下でのVR部隊の作戦行動」の内容は、2018年の『とある魔術の電脳戦機』PS4初回限定版同梱の冊子『CHRONICLE20』にて、内容を全面的に改稿した上で「What's this for!?」と改題して収録された。
電脳戦機バーチャロン オラトリオ・タングラム グラフィックマテリアルコレクション MATRIX Vol.01～03
ウェーブから出版された「電脳戦機バーチャロン オラトリオ・タングラム」のハイエンドCG画集、機体別にまとめたVol.01～03までの計3冊が発行されており、出版元が模型メーカーということもあり書店ではなく模型店を中心に流通された。
電脳戦機バーチャロンオラトリオ・タングラム「真実の璧」
ソフトバンク刊、2000年12月発行。ISBN 4-7973-1490-7
第2世代バーチャロイドの開発秘話やボスキャラクターの解説を、各プラントで繰り広げられた内部抗争や、指導者たちの対立の模様を交えて描く。『週刊ドリームキャストマガジン』1999年第5号から2000年第4号にかけて連載された作品に書き下ろしエピソードを加えて書籍化したもの。
電脳戦機バーチャロン オフィシャルストーリー エピソード#2.42 One-Man Rescue
著者 - 亙重郎、『月刊ホビージャパン』1999年9月号から2000年5月号まで連載。
連載形式の小説作品で、単行本化はされていない。タイトルは『O.M.R.』『OMR』とも略される。
V.C.a2年にオーストラリア大陸跡地で繰り広げられたサンド・サイズ戦役を描く。上官の戦死によりS.H.B.V.D.を指揮する立場となったミミー・サルペン准尉は、第2世代の新型アファームドを擁するRNAの軍勢に対し、旧式機となりつつあった第1世代のライデン、10/80、ベルグドルの部隊を率いて分の悪い戦いを繰り広げる。後に『オラトリオ・タングラム Ver.5.66』のゲーム本編に登場することになるアファームド・ザ・コマンダーや10/80など、本作が初出となるオリジナルのバリエーション機体が多数登場し、物語の結末部分では第2世代型ライデン（試型雷電）の初陣が描かれた。また連載と並行する形で、ウェーブからプラモデルやガレージキットなどの関連商品が発売されている。
亙がTwitter上で語ったところによれば、連載されたのはダイジェストでしかなく、構想の上では数倍のボリュームがあるという。そして、本来のプロットに基づいた形でリメイクすることをホビージャパン2012年9月号誌上で発表。数年をかけてイベントで同人誌として頒布する予定、2017年現在コミックマーケットや東京ゲームショウなどのイベントでの販売およびセガ公式ストアの通信販売にて頒布、一般の書店での取り扱いはない（既刊4巻）。
リメイク版の内容は後に、2018年の『とある魔術の電脳戦機』PS4初回限定版同梱の冊子『CHRONICLE20』にて2018年時点で刊行されている第4巻までの内容が収録されている。
2021年3月に亙がセガを退職。今後の展開については発表されていない。
電脳戦機バーチャロン MATRIX COLLECTION
メディアワークス刊、2000年11月15日発行。ISBN 4-8402-1694-0
上記のウェーブから発行された「電脳戦機バーチャロン オラトリオ・タングラム グラフィックマテリアルコレクション MATRIX Vol.01～03」にOne-Man RescueのハイエンドCG画集を追加し4冊組みとしてメディアワークスから販売されたハイエンドCG画集。
電脳戦機バーチャロン FRAGMENTARY PASSAGE
著者 - 亙重郎、『電撃ホビーマガジン』2000年11月号から2002年7月号まで連載。
連載形式のオムニバス小説作品。バーチャロンの世界で繰り広げられた様々な出来事を描く。本作オリジナルのバリエーション機体も多数登場した。
単行本としては出版されなかったものの、2018年の『とある魔術の電脳戦機』PS4初回限定版同梱の冊子『CHRONICLE20』にて、内容を全面的に改稿した上で収録された。
電脳戦機バーチャロン・CG画集 SELECT -issue01-
Hitmaker刊、2002年9月19日発行
株式会社ヒットメーカーHP内の通販ページHIPSにて限定販売。オラトリオタングラム、One-Man Rescueを中心としたプラモデルのパッケージ、同社の暑中見舞い、パブリシティ用のデータ、未発表CGなどを収録したCG画集。
電脳戦機バーチャロン マーズ テムジン747J モデリングサポートCG集『Detail -TEMJIN 747J-』
Hitmaker刊、2004年9月15日発行
2004年9月にハセガワから発売されたプラモデル「テムジン747J」のプラモデル設計用に、バーチャロンワークスの手によって新しく製作されたCG等を多数掲載したモデリングサポートCG集。2010年11月にも模型流通のみで限定再発売された。
ハッター軍曹のMARZメモリアルアルバム
2011年12月に開催されたコミックマーケット81のセガ ブースにて頒布。以後はセガ公式ストア限定で通信販売された。イッシー・ハッター軍曹のCEDECでの講演資料を元にした開発チーム完全編集によるMARZ開発秘話や設定資料・新規CGデザインを収録した公式ファンブック。
「電脳戦機バーチャロン20周年」×「ハセガワ75周年」記念書籍 Silhouette 30
ハセガワ製プラモデルのために起こされたイラストや解説をまとめたもの。ワンダーフェスティバル2016[夏]のセガ ブースにて頒布。以後はセガ公式ストアで通信販売されている。一般の書店での取り扱いはない。

### 攻略本
- 『電脳戦機バーチャロン 電脳攻略マニュアル』（AC Ver.3.3） 新声社〈ゲーメストムック〉、1996年5月30日。雑誌 63381-32。
- 『電脳戦機バーチャロン オラトリオ・タングラム』（AC ver.5.2） 新声社〈ゲーメストムック〉、1998年9月27日。ISBN 978-4-88199-530-3。
- 『電脳戦機バーチャロン オラトリオ・タングラム オフィシャルガイド』（AC ver.5.2） ソフトバンクパブリッシング、1998年12月8日、ISBN 978-4-7973-0704-7。
- 『電脳戦機バーチャロン オラトリオ・タングラム パーフェクトプレイングマニュアル』（ドリームキャスト） 勁文社、2000年2月10日、ISBN 978-4-7669-3407-6。
- 『電脳戦機バーチャロン フォース ハンドブック』（AC ver.7.6） ソフトバンクパブリッシング 2002年3月10日、ISBN 978-4-7973-1958-3。
- 『電脳戦機バーチャロン フォース マスターズガイド』（Xbox 360 ver.7.7） ソフトバンククリエイティブ 2010年12月29日、ISBN 978-4-7973-6125-4。

### 読み切り掲載
"VIRTUAL-ON" SCRAMBLING CONCERTO EPISODE #8
原作 - 亙重郎、作画 - 美夜川はじめ、『月刊コミックドラゴン』1997年2月号掲載
読みきりの漫画作品。モンゴル平原で、とあるバーチャロイドの捕獲任務に一兵卒として参加していた主人公「ダン」は、乗機であるテムジンのモニターから現れた謎の少女「フェイ・イェン」に導かれ、地下に隠されていた「0プラント」の廃墟へと足を踏み入れる。
電脳戦機バーチャロンキッズ
作 - 坂本かずみ、原案 - 亙重郎（セガ・AM3研）、『コミックボンボン』'96冬休み増刊号（1997年1月号増刊）掲載
読みきりの漫画作品。ゲームショップで主人公「ジン」と対戦して負けた不良が、謎の人物よりブラックディスクを譲り受け、再戦を要求してくる。不良のコントロールするアファームドのボディが黒く変じ、ゲームにはない動きでジンの操るテムジンを倒す。不良がブラックディスクに操られていることを見抜いたゲームショップの店長ワタリは、ジンにゴールドディスクを渡し、密かに開発したバーチャルシミュレーションマシンで不良と対戦させる。
バーチャルシミュレーションマシンは、「M.S.B.S. Ver.3.9」という設定になっている。
朝令暮改バーチャ論
作 - たもりはタル
バーチャロンOMGの解説コラムコミック。計2回掲載
電脳戦機バーチャロンXOVER
セガサターンマガジン誌上に掲載された、電脳戦機バーチャロンの開発に関わった亙重郎およびAM3研スタッフらによるジョークコラム。

### 音楽CD
- 電脳戦機バーチャロン オフィシャルサウンドデータ（型番TYCY-5486/東芝EMI/1996年5月29日）
- BELIEVE/Magical Wonderland（Vo：樋口智恵子）[81]（型番TYDY-2082/東芝EMI/1997年2月5日）
- 電脳戦機バーチャロン オラトリオ・タングラム オフィシャルサウンドデータ DNA Side（型番MJCA-00055/マーベラス/1999年7月16日）
- 電脳戦機バーチャロン オラトリオ・タングラム オフィシャルサウンドデータ RNA Side（型番MJCA-00056/マーベラス/1999年7月16日）
- 電脳戦機バーチャロン オラトリオ・タングラム VIRTUAL-ON REMIXES（型番PCCG-510/ポニーキャニオン/1999年12月18日）
- 電脳戦機バーチャロン オラトリオ・タングラム ドリームキャスト版 オフィシャルサウンドデータ（型番MJCG-80016/マーベラス/2000年2月21日）
- 電脳戦機バーチャロン オラトリオ・タングラム ドリームキャスト版 クラブトラックスサウンドデータ（型番MJCG-80021/マーベラス/2000年2月21日）
- 電脳戦機バーチャロン フォース オフィシャルサウンドデータ Ver7.5（型番MJCG-80086/マーベラス/2001年12月21日）
- 電脳戦機バーチャロン フォース オフィシャルサウンドデータ [マージナル]（型番HR-04/HitmakerRecords/2002年4月30日）
- 電脳戦機バーチャロン マーズ オフィシャルサウンドデータ（型番HR-05/HitmakerRecords/2003年7月22日）
- 電脳戦機バーチャロン フォース オフィシャルサウンドデータ [マージナル]（再発版）（型番WM-0504-5/ウェーブマスター/2005年8月20日）
- 電脳戦機バーチャロン オリジナルサウンドトラック（型番WM-0579/ウェーブマスター/2007年10月25日）[82]

### ドラマCD
ゲームの世界観における重要人物ファイユーブことフェイ・イェンをフィーチャーした物語で、2枚合わせて初代バーチャロンのストーリーの前日談となっている。

声優陣によるドラマパートとゲーム内BGMのアレンジ曲、出演声優によるBGMのボーカルアレンジ及び書下ろしのボーカル曲から構成されている。
ドラマCD「CYBER TROOPERS VIRTUAL-ON "CyberNet Rhapsody" Episode#14」（型番TYCY-5536/東芝EMI/1996年12月21日）
ひょんなことから電脳歴の世界に迷い込んだ現実世界の高校生タク、ノブと謎の少女フェイ・イェンを巡る騒動を描く。
ドラマCD「CYBER TROOPERS VIRTUAL-ON "COUNTERPOINT 009A" Episode#16」（型番TYCY-5553/東芝EMI/1997年5月28日）
前作の後、タクとノブのいる世界に身を寄せていたフェイ・イェンは、2人がプレイしていたバーチャロンのプレイ画面に映っていた何かに気付き、再び電脳歴の世界に戻るも折悪しく勃発した第二次ファイユーブ捕獲作戦に巻き込まれる。その中で、命令を忠実に遂行するためだけに作られた戦闘用マシンチャイルド(人工生命体)、ブラックオニキスと邂逅する。

### 映像作品
セガ・オフィシャルビデオライブラリーVol.3「電脳戦機バーチャロン」（VHSビデオ）
アーケードゲーム『電脳戦機バーチャロン』のテクニック・戦術等を解説した攻略ビデオ。
電脳戦機バーチャロン オラトリオ・タングラム MANUAL or VISUAL（DVD）
ドリームキャスト用ゲーム「電脳戦機バーチャロン オラトリオ・タングラム」のテクニック等を解説した攻略DVD。
電脳戦機バーチャロン 10th Anniversary .WA.T.C.（DVD）
2005年9月に行われた10周年記念全国大会映像を収録したDVD、オラトリオタングラム ver.5.66大会”オラ・タン”の準決勝・決勝の3試合、バーチャロンフォースのベスト8の7試合を収録したDVD。

## クロスオーバー作品

### スーパーロボット大戦シリーズ
バンプレスト、およびシリーズ展開を引き継いだバンダイナムコエンターテインメントより発売されているクロスオーバー作品のシミュレーションRPG「スーパーロボット大戦シリーズ」に、本作のキャラクターが登場している。
第3次スーパーロボット大戦α 終焉の銀河へ
2005年7月28日に発売されたPlayStation 2用ソフト。
『オラトリオ・タングラム』/『マーズ』の主なバーチャロイドがゲスト的に数機種登場（ストーリー面での絡みは無い）。グラフィックはゲームデザインに合わせて2D・SD化されたが、戦闘アニメーションではバーティカルターンやジャンプキャンセルなど細かい動作も忠実に再現されている。
スーパーロボット大戦K
2009年3月20日に発売されたニンテンドーDS用ソフト。
『マーズ』が登場し、ストーリーにも絡むようになった。
スパロボ学園
2009年8月27日に発売されたニンテンドーDS用ソフト。
『マーズ』がゲーム内に登場する戦闘シミュレーター「スパロボバトル」に登場。
スーパーロボット大戦UX
2013年3月14日に発売されたニンテンドー3DS用ソフト。
初音ミクとのコラボキャラクターの「フェイ・イェンHD」が登場。
スーパーロボット大戦X-Ω
2015年に配信されたiOS / Android用ゲームアプリ。
後述の『とある魔術の電脳戦機』が期間限定参戦し、2018年2月15日からイベントが開催された。

### とある魔術の電脳戦機シリーズ
鎌池和馬によるライトノベル『とある魔術の禁書目録』（とあるまじゅつのインデックス。以下、『とある - 』）シリーズとのコラボレーション作品として、『とある魔術の電脳戦機』（とあるまじゅつのバーチャロン）シリーズの各メディアミックス展開が行われている。
本シリーズでは「マテリアルアナライズ」と言う要素により、『とある-』シリーズの登場人物の要素を持ってカスタム化されたバーチャロイドが登場する。

#### ライトノベル『とある魔術の電脳戦機』
2016年3月10日にOne-Man Rescue公式サイトで『とある -』の作者として知られる鎌池和馬による小説、メカニックデザインはカトキハジメ、キャラクターデザインははいむらきよたかで企画中であることが発表された。2016年5月10日に発売。ISBN 978-4-04-865945-1。『とある - 』シリーズの世界はタングラムによってアクセスされる平行世界の一つという扱いとなり、既存の作品とは全く異なる形でバーチャロイドが登場する。
小説に際して、バーチャロンスタッフによる設定・シナリオ監修や、小説に合わせて設定したゲームルールの提供などが行われている。

#### ゲーム『とある魔術の電脳戦機』
上記に記載した小説『とある魔術の電脳戦機』のゲーム化として、『電脳戦機バーチャロン×とある魔術の禁書目録 とある魔術の電脳戦機』のタイトルでセガゲームスからPlayStation 4ならびにPlayStation Vita用ゲームソフトとして2018年2月15日に発売、話の時系列としてはライトノベル版と同じではなく前述のライトノベル『とある魔術の電脳戦機』の事件の後日譚の話となっている。
2017年3月12日にYouTubeでティザームービーを公開。翌2017年3月13日にはニコニコ動画やバーチャロンシリーズ公式サイトでも発表された。
おおよそのゲームシステムは『オラトリオ・タングラム』（オラタン）をベースに開発しているがあくまでも「三和土(たたき)台」としてであり、以下の様な要素が加えられている。
トランジション
ダッシュから派生する形で、ジャンプと同じように相手を注視しながら地上を円心移動（スライディング）する。実行中はトランジション攻撃も可能。
ブースト・ウェポン
『とある-』の登場人物の設定を反映した、特定条件下で発動できる特殊攻撃および性能強化。
ポイント判定
タイムアップの際に判定される加点ポイントで、耐久力差で有利な状況で逃げることによるタイムアップ勝ちを抑制する。ヒットやダウン奪取で加算され、消極的プレイでは一定時間後に減点される。
スマート操作
オートロックをし続ける初心者向けの操作設定。従来の任意ロック（ベテラン操作）と選択可。
対戦も1on1だけでなく「フォース」等のような2on2のモードも追加されており、最終的には「オラタン」とは異なるゲームシステムとなっている。バーチャロイドの登場機・数に関しても「オラタン」を基本とするが、『とある - 』の登場人物である「禁書目録（インデックス）」が操作するバーチャロイドに関してはカトキがデザインした『IDX-10/3000バル・ルルーン』というゲームオリジナルのバーチャロイドが登場する。
ゲーム版としてのコラボレーションでは『スーパーロボット大戦X-Ω』に参戦。
2019年3月21日より販売中止。理由は諸般の事情としており、詳細は非公表。2019年11月27日には#ツインスティックの節に詳述した、「タニタ」製のPS4用ツインスティックに対応するバージョンアップが行われた。

#### 漫画『とある魔術の電脳戦機』
単行本全3巻、ひびぽん作画、涼風涼コミック構成による、小説版の内容を基にしたコミカライズ版が『電撃PlayStation』（KADOKAWA）にて、Vol.653（2017年12月28日発売号）から Vol.676（2019年5月28日発売号）にかけて、同誌の付録冊子『デンプレコミック』上にて掲載された。
- 第1巻：2018年03月10日発売 ISBN 978-4-04-8937740
- 第2巻：2018年10月26日発売 ISBN 978-4-04-9121308
- 第3巻：2019年06月26日発売 ISBN 978-4-04-9126037

## イベント等
新宿スポーツランド西口店
「西スポ」の愛称でも呼ばれるJR新宿駅西口近辺にあるゲームセンター、初代である「電脳戦機バーチャロン」のロケーションテストから始まり、続いてオラトリオタングラム、現状のアーケード最終作であるバーチャロンフォースまで全てのアーケード稼動作品のバーチャロンシリーズのロケーションテストを行った店舗であり、公式全国大会である「電弐號作戦」や「電脳戦機バーチャロン 3on3」の会場となった、2004年の改装のための一時閉店時までは地下フロアの稼動筐体が多くのバーチャロンシリーズで占められていた。そのためこの店舗を関東のバーチャロンの聖地とするプレイヤーは多い。かつては地下の入り口の自動ドアには大きなタングラムのエンブレムマークが貼られていた。
電脳戦機バーチャロン Entry Gate TANGERINE SPUR OFFIcial：#01
「電脳歴のとある時代、とあるプラント内に開設されたバーチャロイド操縦訓練場」という設定で2002年12月に「ハイテクランド セガ渋谷」にオープンした電脳戦機バーチャロン専門フロア。初代からフォースまでのシリーズの筐体が設置され筐体の時間貸し等も行っていた。オープン時には「電脳戦機バーチャロン オラトリオ・タングラム（Ver5.4）」と「電脳戦機バーチャロン フォース（Ver7.7）」の大会も開催された。
電壱号作戦
「電脳戦機バーチャロン オラトリオ・タングラム」稼動記念に1998年3月に恵比寿ガーデンにて行われた「電脳戦機バーチャロン」の公式大会。
電脳戦機バーチャロン オラトリオ・タングラム全国大会'98 夏期特別戦闘指令 電弐號作戦
「電壱号作戦」に続いて1998年8月～9月に行われた「電脳戦機バーチャロン オラトリオ・タングラム（Ver5.2）」の全国大会、決勝戦は「新宿スポーツランド西口店」にて行われた。
Ver5.4 全国大会 BATTLE FOR THE CLIMAX 電脳戦機バーチャロン 3on3
1999年8月～9月に開催された「電脳戦機バーチャロン オラトリオ・タングラム（Ver5.4）」のチームを組んでの3on3方式の団体戦の公式全国大会、決勝戦は「六本木ヴェルファーレ」にて行われた。
Conflict Alliance 2002 ～戦え。共に手をとりあい～
2002年6月～7月に開催された「電脳戦機バーチャロン フォース（Ver7.7）」の公式全国大会、決勝戦は東京都大田区羽田の当時のセガ本社にて行われた。
電脳戦機バーチャロン フォース 東京大会 -関東戦域限定指令-『最強小隊決定戦』
株式会社セガ アミューズメント主催による「電脳戦機バーチャロン フォース（Ver7.7)」の関東限定の公式大会、決勝戦は東京都大田区羽田の当時のセガ本社にて行われた。
We Are The Champions! ～10年の伝説を勝利で語れ!～
2005年8月～9月に開催された初代「電脳戦機バーチャロン」稼動10周年を記念した「電脳戦機バーチャロン オラトリオ・タングラム（Ver5.66）」、「電脳戦機バーチャロン フォース」の公式全国大会、決勝戦は東京都大田区羽田の当時のセガ本社にて行われた。
電脳戦機バーチャロン メモリアルイベント「電参號作戦」
2013年9月に開催されたYOUDEAL主催、セガ協賛によるオンラインイベント、過去に開催された「電脳戦機バーチャロン」、「電脳戦機バーチャロン オラトリオ・タングラム（Ver5.66）」、「電脳戦機バーチャロン フォース」の全国大会の優勝者等によるエキシビジョンマッチ等が開催された。
VOOSTERS CUP 1803
2018年3月に開催された『とある魔術の電脳戦機』発売記念で開催された『とある魔術の電脳戦機』の公式オンライン全国大会。『とある魔術の電脳戦機』のゲーム劇中でも同名称の「VOOSTERS CUP」という大会が開催されており名称はそこから取られている。

## 他作品での登場
クラインの壺
岡嶋二人の同名小説を原作とする1996年のテレビドラマ。ドラマ版の主人公は、本作のゲーム大会で優勝した経験があるという設定で、第1話に大会シーンが登場する。
絶望系 閉じられた世界2005年に出版された谷川流のライトノベル。2014年には出版社を変更して『絶望系』に改題し復刊された。主要登場人物の一人「悪魔」は、作中の全編に渡って黙々とドリームキャスト版『オラトリオ・タングラム』のシングルプレイに没頭し、撃破されてはコンティニューを繰り返しつつ、他の登場人物に「ツインスティック」の中古品を買いに行かせるなどする。ゲームの持ち主である建御は不平を言いつつ「悪魔」の欲求に甲斐甲斐しく付き合うが、物語の終盤になると「悪魔」は自らの使命を果たすため、ラストボスであるタングラムとの戦いを勝利寸前で放棄して建御の部屋を立ち去ってしまう。
『涼宮ハルヒシリーズ』などの作品で知られる著者は、セガサターン版の発売当時はラストボスの攻略が楽なバル・バス・バウを持ちキャラにしていたといい、同作中ではバル・バス・バウの後継機であるバルバドスが「悪魔」の持ちキャラとして登場する。
〈古典部〉シリーズ
2001年からシリーズ化されている米澤穂信の推理小説シリーズ。2007年に出版された第4巻『遠まわりする雛』収録の短編「手作りチョコレート事件」および、同シリーズを原作とする2012年のテレビアニメ『氷菓』の第21話に、主要登場人物である折木奉太郎と福部里志がゲームセンターで対戦し、語り手である奉太郎が相手のプレイスタイルの変化から推理の着想を得る場面がある。原作では数ページにわたってゲームの内容が詳細に描写され、具体的な固有名詞こそ出ないものの『オラトリオ・タングラム』を想起させる描写となっているのに対し、アニメ版では『OMG』が実名で登場し、筐体やゲーム本編の映像が登場している。原作小説では、奉太郎が「両肩のレーザーや右手の滑腔砲で戦う大艦巨砲主義の機体」、里志は「右手に機関砲を内蔵しボディからはビーム砲が突き出した、空中戦を得意とする細身の機体」を使用している。アニメ版ではそれぞれライデン、バイパーIIを使用する描写になっている。
同エピソードがアニメ化された際には、劇中で使用された機体を痛車風にアレンジしたコラボレーションイラストが『月刊ニュータイプ』2012年11月号に掲載された。
ヴォイス〜命なき者の声〜
2009年のテレビドラマ。第5話において、主要登場人物である桐畑哲平の私物の一つとして、壽屋のライデン（DNA SIDE）1/100スケールプラスチックキットが登場。手にとって弄ぶ場面がある。
阪急電車 片道15分の奇跡
有川浩の小説『阪急電車』を原作とする2011年の映画。映画序盤の場面にて登場人物である森岡ミサの交際相手、カツヤがプレイしているゲームとして、XBLA版『電脳戦機バーチャロン オラトリオ・タングラム Ver.5.66』の映像が登場。カツヤは話しかけてくるミサを無視してシングルプレイを続けるが、ステージ2（mission-02 / WATER FRONT）で何度も撃破されてはコンティニューを続けているうちに苛立ち、ミサに対して暴力を振るう。カツヤの使用キャラクターおよび敵キャラクターは10/80SP。なお原作小説にはカツヤがゲームをする場面がなく、映画版独自の描写となっている。
それゆけ!宇宙戦艦ヤマモト・ヨーコ
1993年から2013年にかけて刊行された、庄司卓のライトノベル。主人公である山本洋子はゲームマニアであり、作中でプレイする様々なゲームの一つとしてO.M.G.が登場。
マブラヴ
2003年にâgeが開発・販売した恋愛アドベンチャーゲーム、こちらも具体的な固有名称は出てこないが作中には操縦方法を含めバーチャロンをモチーフにした「神攻電脳バルジャーノン」というゲームが登場する。原案・製作総指揮の吉宗鋼紀によるとデザイン等はバーチャロンをモデルに名前は「バーチャロン」＋「アルジャーノンに花束を」からとっているとのこと。
龍が如く 極2
2017年12月発売のセガのゲーム。作中に登場するクラブセガ店内にO.M.G.の筐体が設置されており、実際に遊ぶことも可能になっている。
ハヤテのごとく！
2004年〜2017年に週刊少年サンデーにて連載された、畑健二郎の漫画。279話にて、CERO Cのゲームをプレイすることを咎めてくる春風千桜に対し、三千院ナギがXbox 360のコントローラーを投げつけ「バーチャロン」のプレイに誘う。TV画面にはオラトリオ・タングラムのロゴが映っている。
旋光の輪舞2
ダウンロードコンテンツで第1世代のテムジン（パイロットなし）、B.O.S.S.モードでは第1世代のフェイ・イェン（パイロットなし）がゲスト出演する。